# Hauptmoschee von Kairouan

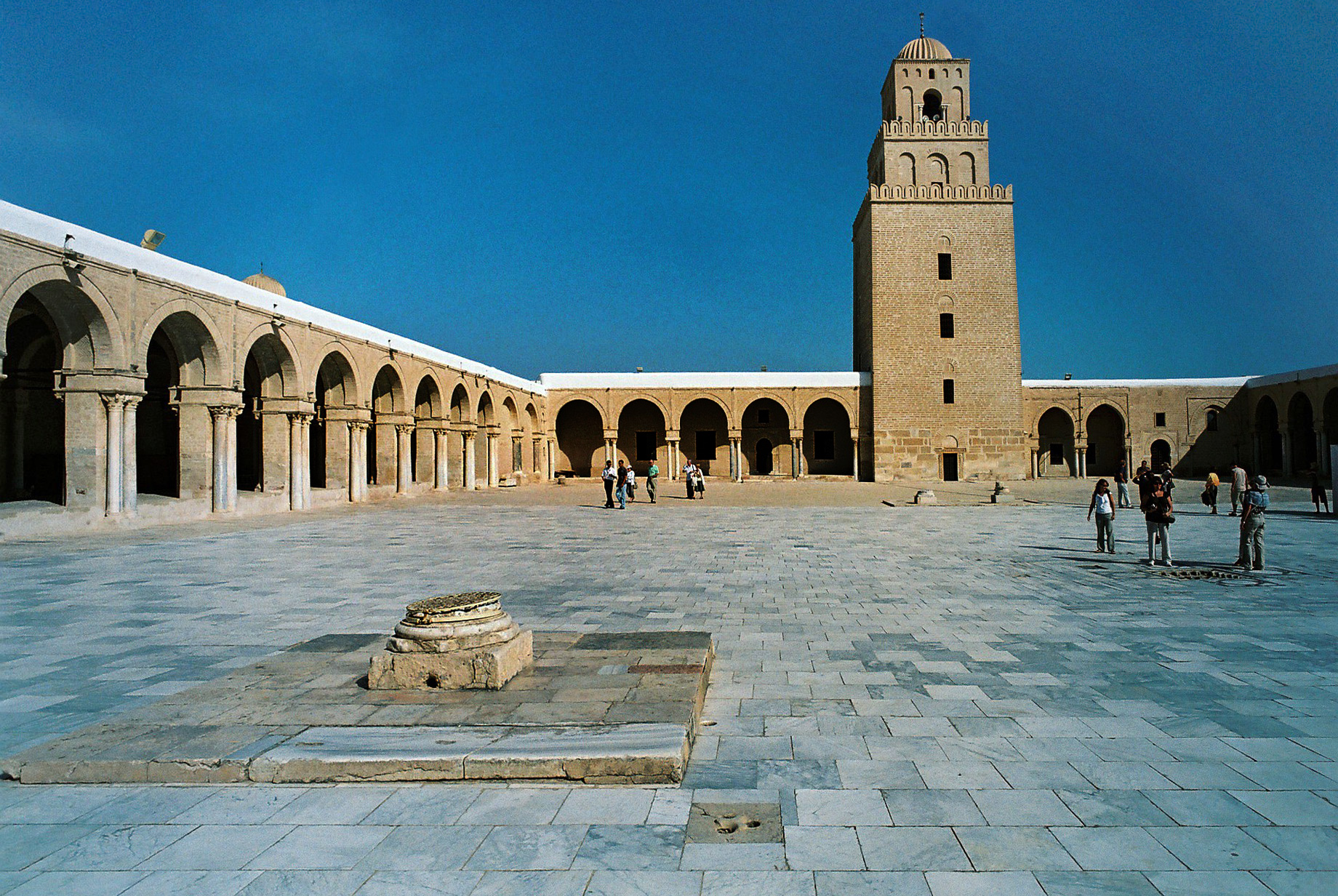
Große Moschee von Kairouan, August 2008

Die Hauptmoschee von Kairouan (auch: Die große Moschee von Kairouan, arabisch جامع عقبة بن نافع, DMG Ǧāmiʿ ʿUqba b. Nāfiʿ ‚ʿUqba-ibn-Nāfiʿ-Freitagsmoschee‘ oder الجامع الكبير / al-Ǧāmiʿ al-kabīr / ‚die große Freitagsmoschee‘, im Volksmund kurz „Sīdī ʿOqba“) ist das Wahrzeichen der Stadt Kairouan und wurde islamischen Überlieferungen zufolge vom Eroberer Nordafrikas ʿUqba ibn Nāfiʿ bereits gegen 670 auf dem Lagerplatz des muslimischen Heeres als Gebetsstätte gewählt.
Die legendenhafte Moscheegründung und ihre Frühgeschichte (siehe unten) als die erste Moschee in der islamischen Eroberungszeit Nordafrikas begünstigten die Entstehung einer von Anfang an religiös geprägten Stadt nach Mekka, Medina und Jerusalem.
Nach Paul Sebag sind die Ausmaße der asymmetrisch ausgelegten Moschee im Süden 173 Fuß und 8 Zoll, an der Westseite 219 Fuß und 10 Zoll, an der Nordseite 164 Fuß und 10 Zoll, an der Ostseite 220 Fuß und 1 Zoll. Die neusten Einmessungen ergaben: im Osten 127,50 m, im Westen 125,20 m, im Süden 78 m, im Norden 72,70 m. Insgesamt umfasst die Anlage rund 9000 m². Sie gehört architektonisch zum Typ der Hofmoschee und gilt in der Moscheearchitektur als frühestes Beispiel des T-Typs, d. h. der Betsaal ist dem gegenüber stehenden Minarett mittig angeordnet. Im Kulturbereich des islamischen Westens (al-Maghrib) waren es die Almohaden (1121–1269), die ihren puritanistischen Tendenzen entsprechend auf die sakralen Bauten der Vorgänger – hier: die Aghlabiden und Ziriden – durch die Weiterführung des T-Typs als Grundrisskonzept zurückgegriffen haben: vgl. die Moschee von Tinmal. Der imposante, seit dem späten 19. Jahrhundert mit weißem und gelbem Marmor fast vollständig ausgelegte Innenhof ist von Säulengängen mit Hufeisenbögen, die auf antiken Doppelsäulen, wie die gesamte Anlage, ruhen, umschlossen. Den westlichen Säulengang schließen zwei Blendarkaden ab. Das Minarett ist mit dem westlichen und östlichen Säulengang durch Hufeisenbögen verbunden. Dahinter befinden sich bis heute lediglich kleine Lagerräume. Das Regenwasser fließt durch kleine Öffnungen in bestimmten Bodenfliesen des Innenhofes in mehrere Sammelzisternen ab und wird nach seiner Reinigung durch ausgehöhlte antike Säulenbasen mit Seilspuren entnommen.
Bei der Rekonstruktion der Bauphasen ist die Forschung auf die lokalhistorische Literatur und auf umfangreiche Reiseberichte vor allem andalusischen Ursprungs, die sich gegenseitig ergänzen, sich aber hie und da auch widersprechen, angewiesen. Die frühesten Hinweise auf Bautätigkeiten im Moscheebereich liegen erst ab Mitte des 10. Jahrhunderts vor. Bauzeichnungen aus den rekonstruierbaren Bauphasen sind bis heute unbekannt. Baugeschichtlich sind somit nur die erfassten Originalinschriften als Gründungsinschriften und Widmungen an einigen Bauteilen des Objektes die einzigen Primärquellen.
Epigraphische Bedeutung kommt denjenigen, allerdings durchgehend undatierten, Graffiti zu, die an einigen Säulen und den Fassaden der Moschee wahrscheinlich als terminus post quem zur Zeit der Bauarbeiten unter den ersten Aghlabiden angebracht worden sind. Stratigraphische Untersuchungen der Objektoberflächen führen zur gleichen zeitlichen Eingrenzung. Inhaltlich sind die bisher publizierten Graffiti Koranzitaten, islamischen Fürbitten und Invokationen zuzuordnen, die baugeschichtlich allerdings nicht verwertbar sind. Eine Inschrift beginnt nach der Basmala mit dem Koranvers 29 der Sure 23: „Herr! Gewähre uns (sic - anstatt mir) eine gesegnete Unterkunft…usw.“ und wird fortgesetzt mit der vollständigen Fātiḥa mit der abschließenden Nennung des Verstorbenen, eines gewissen ʿAbd Allāh b. ʿUthmān (raḥima ʾllāhu ʿAbda ʾllāhi bna ʿUthmāna - der Rest fehlt). In der Schrift ist das Abbild eines Pferdes integriert, dessen Bedeutung im gegebenen Zusammenhang allerdings unklar ist.

## Gründung und erste Bauphasen
Die Beschreibung der Anfänge der Bautätigkeiten, worüber keine archäologischen Funde vorliegen, ist in der oben genannten Literatur nicht selten legendenhafter Natur. Am Anfang der Gelehrtenbiographie des Kairouaner Historikers Abū Bakr al-Mālikī (gest. gegen 1061), der uns bis in das frühe 11. Jahrhundert wertvolle topographische Informationen liefert, heißt es:
„Er (ʿUqba) erreichte mit ihnen (mit den Truppen) die Stelle der Großen Moschee und grenzte sie ab. Dort hat er keinen Bau errichtet. In diesem Zustand pflegte er dort zu beten.“ Ein historisch, oder archäologisch überprüfbares Gründungsdatum ist unbekannt und wird von den nordafrikanischen Lokalhistorikern ebenfalls nicht angegeben. Legendenhaften Berichten zufolge soll ʿUqba b. Nāfiʿ in der Nähe der heutigen Gebetsnische ein Gebiet als Gebetsplatz lediglich „abgesteckt“, d. h. räumlich eingegrenzt (ichtaṭṭa) und die Gebetsrichtung nach einem Traum auf dem Lagerplatz – mit Hilfe seiner Lanze oder einem Banner – festgelegt haben. Der anonyme Verfasser des Buches al-Istibṣār fī ʿaǧāʾib al-amṣār (Betrachtung der wundersamen Dinge in den Städten) teilt sogar Einzelheiten über diesen Traum mit, denn ʿUqba glaubt eine Stimme gehört zu haben: „wenn du den Gebetsruf hörst‚ nimm' deinen Banner und ziehe los. Wenn der Gebetsruf aufhört, befestige (an der Stelle) deinen Banner, denn dort ist deine Gebetsrichtung (qibla)“. Der Verfasser fügt hinzu: „Diese (Stelle) ist bis heute der Miḥrāb der Hauptmoschee von Kairouan.“ Der tunesische Gelehrte Ibrahim Chabbouh, der Herausgeber des hier mehrfach zitierten Werkes von ad-Dabbāgh (gest.1296), weist ebenfalls auf vergleichbare Berichte als legendenhafte Erzählungen der alten Historiker hin: Der vielseitige und angesehene Gelehrte Ibn Qutaiba (828–889) mit Wirkungskreis Bagdad, dem ein Geschichtswerk unter dem Titel: al-Imāma wa-s-Siyāsa (Das Imamat und die Staatslehre), zugeschrieben wird, soll den Zustand der Moschee um 698–699, nach nicht angegebenen Quellen, wie folgt beschrieben haben: „Die Moschee sah wie ein eingefriedeter Raum aus, war aber mit Holzstücken bedacht. Ibn al-Nuʿmān (sic) errichtete die Qibla und was dazu gehört als einen schwachen Lehmbau“.
Nach der arabischen Eroberung von Karthago (697–698) und der Vertreibung der Berber aus der Region ließ der Feldherr Hassān ibn an-Nuʿmān die vorgefundene Moschee zerstören und sie mit Spolien aus Karthago neu aufbauen. Allerdings liegen weder historisch verwertbare Nachrichten noch archäologische Funde über die Größe und Gestaltung der ursprünglichen ersten Moschee vor. Der Lokalhistoriker Abū Bakr al-Mālikī datiert den Beginn dieser Arbeiten auf Oktober 703. Die Richtigkeit seiner Angabe kann in einem anderen Zusammenhang, in der Beschreibung der Zaitūna-Moschee von Kairouan, die gegen 711–712 entstanden ist, bei ad-Dabbāgh bestätigt werden. Der Gründer der Moschee war der wohlhabende Kaufmann Ismāʿīl b. ʿUbaid al-Anṣārī, der im Jahre 725 starb. „In dieser Moschee“, schreibt ad-Dabbāgh, „versammelten sich die Kairouaner zum Freitagsgebet, wenn in der Hauptmoschee von ʿUqba Bauarbeiten stattfanden.“ Abū Bakr al-Mālikī nennt ihn wegen seiner Freigiebigkeit als den „Kaufmann Gottes“ (tāǧiru llāh), „der die große Moschee errichten ließ, die heute als die Zaituna-Moschee (Olivenbaum-Moschee) bekannt ist.“
Das massive, zweimal erweiterte, nunmehr dreistöckige Minarett steht gegenüber dem Betsaal an der Nordwand des Moscheehofes und erinnert seiner Form nach an einen Wehrturm mit Schießscharten. Ursprünglich hatte die Moschee kein Minarett. Diese nach Norden ausgerichtete Erweiterung der Anlage beschreibt der wohl wichtigste Geograph seiner Zeit al-Bakrī (1014–1094) mit Wirkungskreis Sevilla und Córdoba im 11. Jahrhundert und datiert die ersten Bauarbeiten an einem Minarett auf die Zeit des Statthalters Bišr b. Ṣafwān (gest. Januar 728) während der Regierungszeit des Umayyaden-Kalifen Hischām ibn ʿAbd al-Malik (regiert von 724 bis 743 in Damaskus). Somit ist das Minarett um hundert Jahre vor dem Ausbau des gegenüberliegenden Betsaals unter Ziyādatullāh ibn Ibrāhīm (regiert 817–838) entstanden.
Im Jahre 774, unter dem Statthalter der Abbasiden Yazīd ibn Ḥātim in Ifrīqiyā, ist die Anlage mit Ausnahme des Minaretts und der Gebetsnische an der Ostmauer zerstört und neu errichtet worden.
Darüber berichtet der Geograph Abū ʿUbaid al-Bakrī wie folgt:
„nachdem Yazīd ibn Ḥātim im Jahre 155 (772) die Verwaltung von Ifrīqiyā übernahm, zerstörte er die ganze Moschee mit Ausnahme der Gebetsnische (Miḥrāb). Er errichtete den Bau neu, kaufte die grünen Säulen für sehr viel Geld und stellte sie dort (am Miḥrāb) auf, wo dann der Qāḍī Abū ʾl-Abbās ʿAbdūn (sic) das Gebet zu verrichten pflegte“. In dieser Kurzbeschreibung des Bauvorhabens bei al-Bakrī bleibt das Minarett allerdings unerwähnt. Es ist auch nicht überliefert, wo der oben genannte Statthalter die „grünen Säulen“, die heute vom dritten Querschiff aus den Hauptzugang zum Miḥrāb flankieren, erworben haben soll. Der hier genannte Qāḍī Abū l-ʿAbbās b. ʿAbdūn ist bekannt; sein Grabstein mit dem datierten Epitaph ist erhalten: er starb am 6. Ǧumādā II. 297 (20. Februar 910). Der neunte aghlabidische Emir Ibrāhim II. ibn Aḥmad, Abū Isḥāq, regiert zwischen (875–902) hat ihm das Richteramt in Kairouan verliehen.
Ein weiterer Bericht des Lokalhistorikers und Biographen Abū Bakr al-Mālikī dokumentiert die Existenz eines Minaretts an der westlichen Ecke der Moscheeanlage, das noch zu Beginn des 9. Jahrhunderts bekannt gewesen sein muss:
„Eines Tages bestieg Ibrahim I. ibn al-Aghlab (regiert zwischen 800–812) das Minarett der Großmoschee, das sich in der Westecke (ar-rukn al-gharbī) befand und später beseitigt und dort errichtet wurde, wo es heute steht, und rief Ibn Ghānim zu: steig zu mir hinauf!“ Ibn Ghānim, ʿAbd Allāh b. ʿUmr b. Ghānim (gest. gegen 806), ein geschätzter Gelehrte seiner Zeit und Qāḍī in Kairouan unter Hārūn ar-Raschīd erwiderte jedoch: „mein Hinaufsteigen bedeutet, auf die Frauen der Muslime hinabschauen und ihre Privatsphäre betrachten (zu können). Bei Gott, ich werde es nicht tun.“ Weder die Ausmaße dieses Minaretts noch der Zeitpunkt seiner Beseitigung sind überliefert. Es muss aber eine Höhe gehabt haben, um in den Privatbereich der umliegenden offenen Innenhöfe Einblicke gewinnen zu können. Das Minarett muss somit ein Vorgängerbau der aghlabidischen Moschee gewesen sein, das einige Jahre nach den von Yazīd b. Ḥātim eingeleiteten Baumaßnahmen (ab 774) bis in die Regierungszeit des ersten Aghlabidenemirs noch existiert hatte. Zur Zeit von Abū Bakr al-Mālikī, spätestens in der ersten Hälfte des 11. Jahrhunderts, war dieses Minarett, nach seiner eigenen Aussage, allerdings nicht mehr vorhanden.
Ebenfalls einer von Abū Bakr al-Mālikī überlieferten Episode zufolge war der Boden des Betsaales bereits im frühen 9. Jahrhundert mit Matten, wahrscheinlich pflanzlichen Ursprungs, ausgelegt. Der Kairouaner Historiker berichtet, dass der oben genannte Emir Ibrāhīm I. während des Abendgebets auf der Matte gestolpert und hingefallen sei. Da er befürchtete, dass man ihm deshalb Trunkenheit (muntabidh) unterstellen würde, bat er Ibn Ghānim, seine Unschuld durch eine Atemprobe (istankaha-hu) zu bestätigen, was Ibn Ghānim auch tat: er fand den Emir schuldlos. In der zweiten Hälfte des 10. Jahrhunderts hat man die wohl nur lose ausgelegten Matten auf Anordnung des ḥanafitischen Oberqadīs al-Nuʿmān b. Muḥammad b. Ḥayyūn (gest. 973 in Kairo) miteinander vernäht. Der Anlass dazu war, dass der Qāḍī über die Matten stolperte und zu Boden fiel. „Darauf hin ordnete er an, die Matten der Hauptmoschee festzunähen. Von diesem Tag an sind die Matten der Hauptmoschee miteinander vernäht.“

## Bautätigkeiten unter den Aghlabiden
Die wesentlichsten Erweiterungen fanden ebenfalls mit Rückgriff auf antikes Baumaterial unter den Aghlabiden, vor allem während der Regierungszeit von Ziyādat Allāh I. (regiert zwischen 817–838) und Aḥmad ibn Muḥammad I., Abū Ibrāhīm (regiert zwischen 856–863) statt, wodurch sowohl die Anordnung des Miḥrābs mit der Wahrung der angeblich ursprünglichen Gebetsrichtung mit der angeschlossenen Kanzel (Minbar) an der Südost-Mauer als auch die den Farbenschemen der Spolien entsprechende „Säulenhierarchie“ in der nunmehr erweiterten Gebetshalle bestimmt worden sind. Den imposanten Sitz des Herrschers (Maqṣūra) neben der Kanzel (Minbar), ebenfalls an der Ostwand, hat man erst unter den Ziriden im 11. Jahrhundert errichtet. Nach dem Erdbeben in der Region im Oktober 859, worüber bereits at-Tabarī zu berichten weiß, dessen Folgen erstmals 2020 in archäoseismologischen Untersuchungen publiziert worden sind, fanden vor allem unter Abū Ibrāhīm nicht nur umfangreiche Neubauten auf dem gesamten Gebiet des Emirats statt, sondern auch Erweiterungen und Nachbesserungen an der Hauptmoschee, wofür er immense Beträge zur Verfügung gestellt hatte.

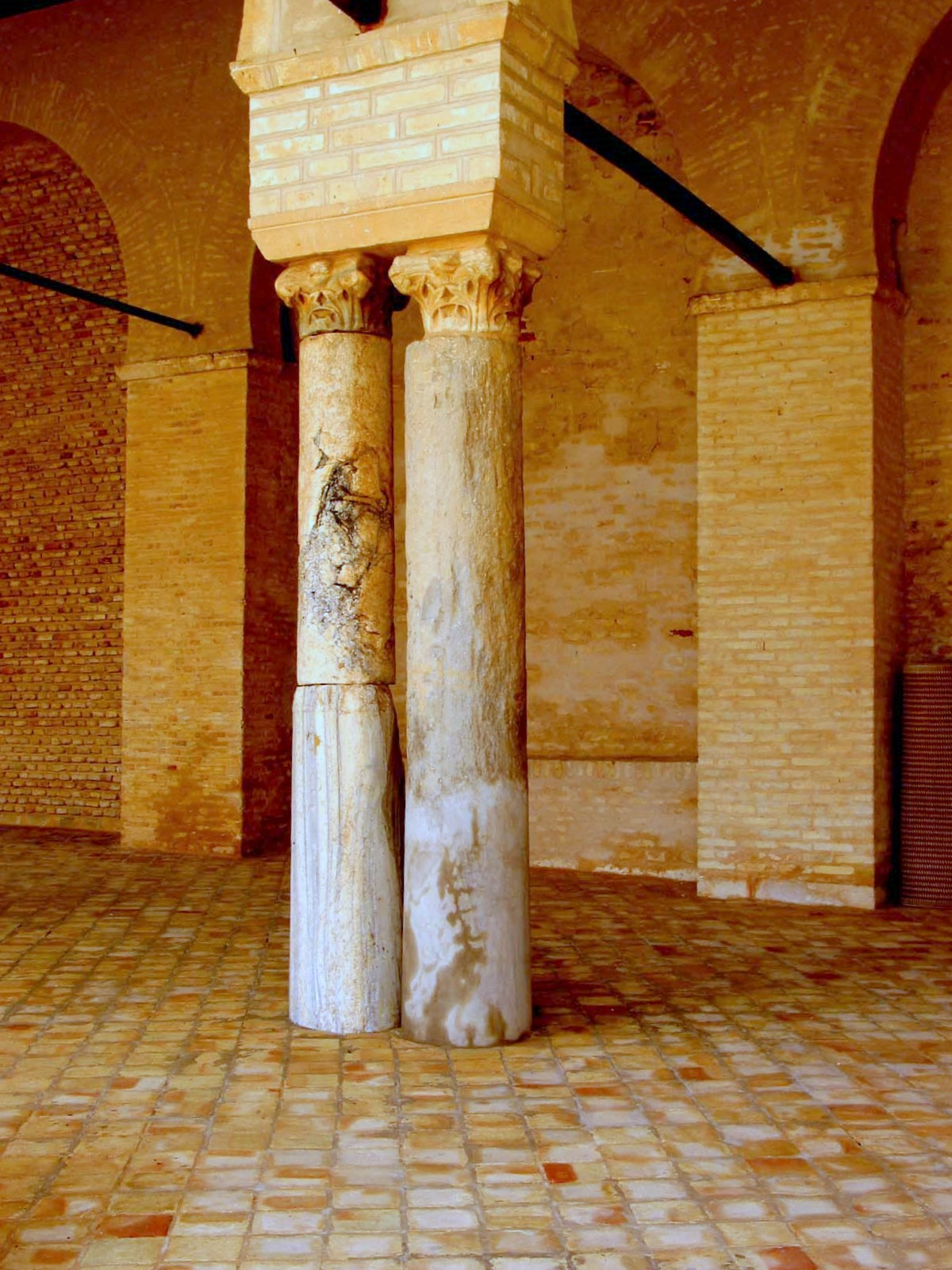
Ausbesserungsarbeiten:Säulengang.

Die Zusammensetzung der Trägersäulen aus zwei Spolienteilen ohne Sockelaufbau, ferner die ungleichen Höhen der eingesetzten Säulenkapitelle unterschiedlichen Ursprungs sprechen für Erneuerungs- bzw. Ausbesserungsarbeiten nach dem Erdbeben. Diese Arbeiten waren in der Hauptmoschee möglicherweise bereits im Jahre 862 abgeschlossen.
Der Lokalhistoriker, ein gewisser Abū Bakr al-Tuǧībī, der um 1009–1010 noch aktiv gewesen sein muss, berichtet über die letzten Jahre von Abū Ibrāhīm wie folgt: „Er herrschte im Alter von 20 Jahren über Ifrīqīya und lebte nach diesem Ereignis noch fünf Jahre. Auf seiner linken Hand entstand eine Geschwulst (qurḥa), die im Alter von 28 Jahren zu seinem Tod führte.“ Was der Historiker Abū Bakr at-Tuǧībī, über dessen Geschichtsbuch nur Auszüge in späteren Werken bekannt sind, in der obigen Datierung des Todes des Emirs (863) mit dem Begriff Ereignis (ḥāditha) gemeint haben mag, ist unklar. Er steht am Ende einer langen Aufzählung der vom Emir angeordneten Bauaktivitäten, Erweiterungen und Neubauten in und um Kairouan, ferner im gesamten Emirat, wie erwähnt, bis Leptus Magna. Der arabische Begriff findet vornehmlich im Sinne von einem singulären „Vorfall“, „Zwischenfall“, ja, auch als „Unglücksfall“ Verwendung. Er steht aber nicht für die Beschreibung einer Reihe aufeinander folgender Errungenschaften des Emirs in seinen letzten Lebensjahren. Daher ist es naheliegend, die genannten letzten fünf Jahre des Herrschers - mit seinen Erneuerungs- und Neubautätigkeiten - nach dem Erdbeben zwischen 859-863 zu verstehen und in der obigen Wortwahl des Historikers einen Hinweis auf das Erdbeben und auf die daraus resultierenden Bauarbeiten zu sehen.

### Lokalhistorische Berichte

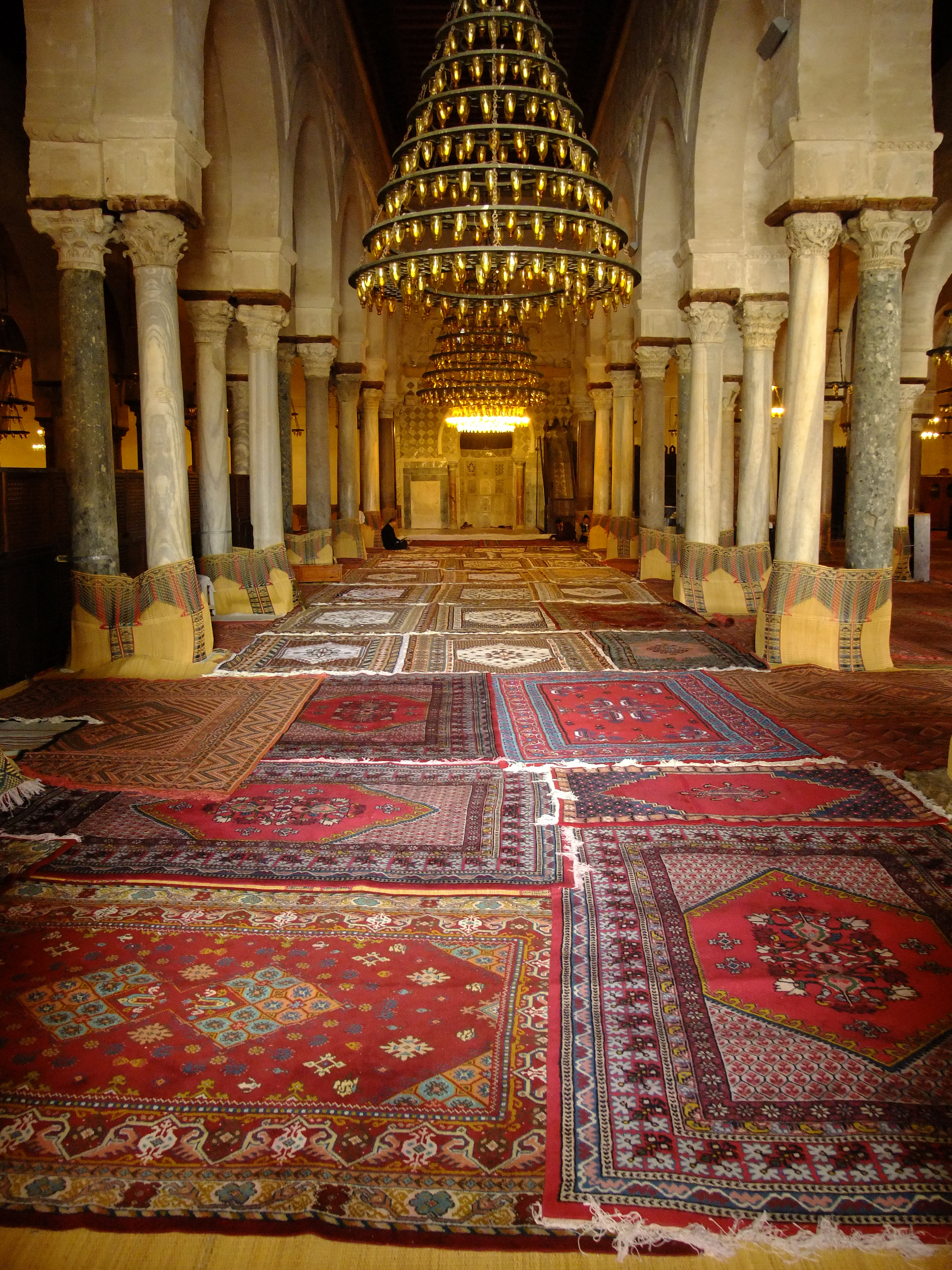
Gebetsraum.Die Hauptachse zum Mihrab. April 2009

Abū ʿUbaid al-Bakrī berichtet: „Ziyādatullāh ließ die gesamte Moschee niederreißen und wollte auch den Miḥrāb zerstören lassen“, dessen Erhalt jedoch auf Vorschlag eines der Baumeister durch eine Umgestaltung gesichert werden konnte. Die durch Yazīd b. Ḥātim hinzugefügten Schäfte aus grüngetönten Marmorbrekzie bestimmen optisch weiterhin den Mittelbereich, den zentralen Gang zum Miḥrāb, wo der im Jahre 910 gestorbene Qāḍī seinen Gebetsplatz hatte. Lediglich das drittletzte Säulenpaar vor dem Miḥrāb ist aus grauem Brekzie.
Die Gebetshalle (baitu ṣ-ṣalāt) wird heute von zwei Rippenkuppeln gekrönt: Eine ist über dem Miḥrāb an der Qibla-Wand, am ältesten baulichen Teil überhaupt, angeordnet. Die andere weist zum großen Innenhof hin. Die Anordnung und Gestalt der ersten, offenbar kleineren Betsäle sind nicht architektonisch mehr rekonstruierbar. Mit der Errichtung der siebzehnschiffigen Gebetshalle wurden die Vorhalle und das Portal mit der zweiten Kuppel zum Moscheehof hin hinzugefügt. Nach dieser Erweiterung zum Moscheehof hin erfolgte die Verdoppelung der Arkadenwände des Mittelschiffes. Die Hufeisenbögen laufen auch nach diesen aghlabidischen Bauarbeiten senkrecht nach innen zur Qiblawand und enden unmittelbar davor, worüber die Vormihrabkuppel (siehe unten) sich erhebt. Der zentral angelegte Haupteingang zur Gebetshalle, genannt Bāb al-bahū, abgeleitet aus al-bāb al-bahīy, das prächtige Tor, ist im 14. Jahrhundert und zwischen 1828 und 1829 erneuert worden.
In der Forschung wird angenommen, dass die Aghlabiden bei den Neubauten – sowohl in Kairouan als auch in Tunis – Teile von Spolien verwendet haben, deren Ursprung Karthago, Sbeitla (Sufetula), ʿAin Dschalūlā (Cululis), ferner Chemtou, das antike Simitthu mit seinem schon in der Antike berühmten „Numidienmarmor“, gewesen sein dürfte. Unter den gewöhnlich weiß-grauen Marmorstützen des Betsaales fallen vor allem die grünen und roten Schäfte im Mittelbereich im zentralen Gang zum Mihrab auf. Die Stützen des Frontbogens der Vormihrabkuppel sind roter Porphyr und wirken wie ein Rahmen für die Mihrabfassade, die durch Lüsterkeramik wie vergoldet verziert wirkt. Die Mihrabsäulen aus rotgrundiger Marmorbrekzie am Ende des Hauptganges sind auffällig niedriger als die Normalstützen.
Insgesamt bleiben aber Ursprung und Zuordnung der Miḥrābsäulen umstritten. Gemäß al-Bakrī soll Ḥassān b. an-Nuʿmān, also bereits 84/703, „die beiden roten, gelb gefleckten Säulen“ aus „al-Qaisarīya“ vom Ruinenfeld bei Ṣabra – der späteren Residenz der Aghlabiden, Fatimiden und Ziriden – zur Baustelle transportiert haben. Die Farbenangabe bei al-Bakrī trifft nur auf die beiden Schäfte der Säulen, die den Zugangsbogen zur Gebetsnische stützen, zu. Da al-Bakrī seine Heimat Andalusien nie verlassen hatte, müssen seine zeitgenössischen Berichterstatter hervorragende Beobachter vor Ort, in Kairouan, gewesen sein. Denn er schreibt:
„Wie berichtet, war ʿUqba ibn Nāfiʿ der erste, der den Miḥrāb (der Moschee) festlegte und bauen ließ. Dann ließ Ḥassān (b. al-Nuʿmān) den (gesamten) Bau bis auf den Miḥrāb abreißen. Er brachte dorthin aus einer Kirche zwei rote, mit gelb durchsetzte Säulen – niemand sah zuvor ihresgleichen –, die früher an einem Ort standen, das heute al-Qaiysarīya heißt. Man sagt, der byzantinische Herrscher hat vor dem Abtransport der Säulen zur Moschee ihnen (den Muslimen) Gold im Gewicht der Säulen als Ersatz angeboten. Sie aber sind (damit) eilends zur Moschee aufgebrochen.“
Der ältere Zeitgenosse von al-Bakrī, der Kairouaner Abū Bakr al-Mālikī berichtet in der ersten Hälfte des 11. Jahrhunderts dagegen, dass die zwei rötlich gefärbten Säulen mit aufgesetzten Bögen, „die sich heute in der Hauptmoschee befinden“ bis in die Regierungszeit von Ziyādatullāh b. Ibrāhīm I. in der Kirche einer byzantinischen Festung in der nahen Umgebung von Kairouan namens Qamūnīya befanden:
„Ziyādatullāh ließ sie abreißen, zur Moschee transportieren und dort aufstellen, wo sie heute sind“.
Die durch die Miḥrābnische vorgegebene Gebetsrichtung weicht allerdings von der geographisch korrekten Richtung um 31 Grad ab. Durch die Stabilisierung der Vormiḥrābstützen und durch die Erweiterung der Moschee mit einem weiteren Schiff mittels einer Galerie mit Hufeisenbögen und mit einer neuen Kuppel in Richtung Innenhof, ferner durch die Ausstattung der Originalnische mit Lüsterkeramik hat man die ursprüngliche Gebetsrichtung aber nicht verändert.
Als historische Stelle aus der Gründungszeit kam der Gebetsnische noch im späten 13. Jahrhundert besondere Verehrung zu. Der Chronist ad-Dabbāgh berichtet, dass er einen in den Miḥrāb eingelassenen Pflock gesehen hat, der – nach Aussagen der lokalen Bevölkerung – als Markierung für diejenige Stelle diente, wo ʿUqba b. Nāfīʿ seinen Banner aufgestellt haben soll, um die erste Gebetsrichtung zu bestimmen. Da die Bevölkerung aber versucht war, den Pflock zu küssen, haben ihn Gelehrte Kairouans entfernen lassen. Neben der Verehrung und kontinuierlichen Pflege des ältesten und auch heiligsten Bereichs der Moschee - der Miḥrābnische - ist ebenfalls in der Lokalgeschichte des 13. Jahrhunderts die Bestrebung belegbar, der Stadt insgesamt den gleichen Rang wie den Städten Mekka, Medina und Jerusalem einzuräumen und Kairouan in dieser Reihenfolge als „die vierte (Stadt) nach den drei (Städten)“ (rābiʿatu ʾṯ-ṯalāṯi) hervorzuheben.

### Die Ausstattung der Gebetsnische
In die Regierungszeit von Ziyādatullāh fällt auch die kunstvolle Ausstattung der Gebetsnische aus weißem, poliertem Marmor. In ihrer Mitte steht in dekorativem Schriftfries in Kufī-Duktus die gesamte Sure 112 aṣ-Ṣamad mit anschließender Erwähnung des Propheten: „Mohammed ist der Gesandte Gottes“ nebst gekürzter Eulogie „Gott segne ihn“, die allerdings nicht zum Surentext gehört.

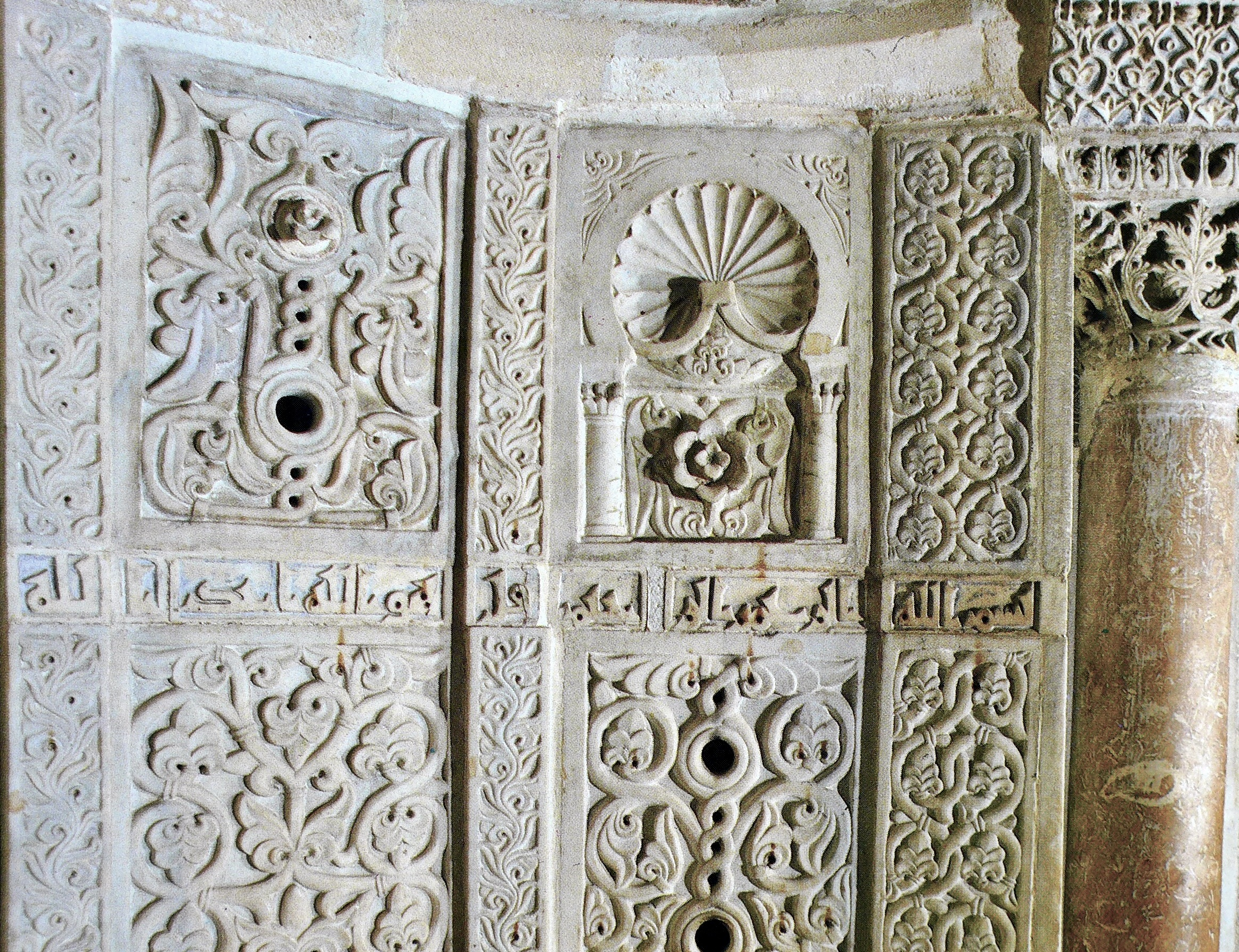
Die Marmorplatten mit Schriftfries

Ähnlich konzipiert ist die Gründungsinschrift an der Außenfassade am Felsendom von Jerusalem aus der Zeit von ʿAbd al-Malik b. Marwān (regiert zwischen 685-705).
Auch die Ornamente der quadratisch eingefügten Marmorplatten lassen auf Gemeinsamkeiten mit der Ausstattung eines weiteren Baus in Jerusalem schließen:
Die ebenfalls quadratisch gefasste Holzsoffitte mit Palmetten und Rankenmotiven aus der al-Aqsa-Moschee – heute im Rockefeller Museum in Jerusalem – wird als stilistischer Vorläufer der aghlabidischen Marmorarbeit in der Miḥrābnische betrachtet, die in der Konzeption der Nischenwand durch den mittig eingesetzten Schriftfries unterbrochen wird.
Eine weitere, undatierte Inschrift auf vier Holzbrettern, die über dem großen Miḥrāb-Bogen in der Wand eingelassen sind, hat den Vers 255 der Sure 2 (al-Baqara) zum Inhalt, der auch hier Gottes Einzigkeit, ferner seine Macht und Größe mit dem Abschluss: „Sein Thron reicht weit über Himmel und Erde“ betont. Wahrscheinlich ist die Inschrift während der Erweiterungsarbeiten unter Ziyādatullāh I. (gegen 836) entstanden.
Links neben dem Miḥrāb ist eine Marmorplatte in Form einer Rosette in der qibla-Wand eingelassen. In ihrer Mitte steht der Buchstabe Mīm („m“) mit der diagonalen Darstellung von vier Wörtern in kufischem Duktus, wovon drei die „Schönen Namen Gottes“ sind: al-ḥamd (Lob), lil-ḥamīd (dem), (der des Lobes würdig ist), al-mubdiʾ (dem), (der die Schöpfung beginnt) – al-muʿīd (dem), (der zum Leben erweckt).

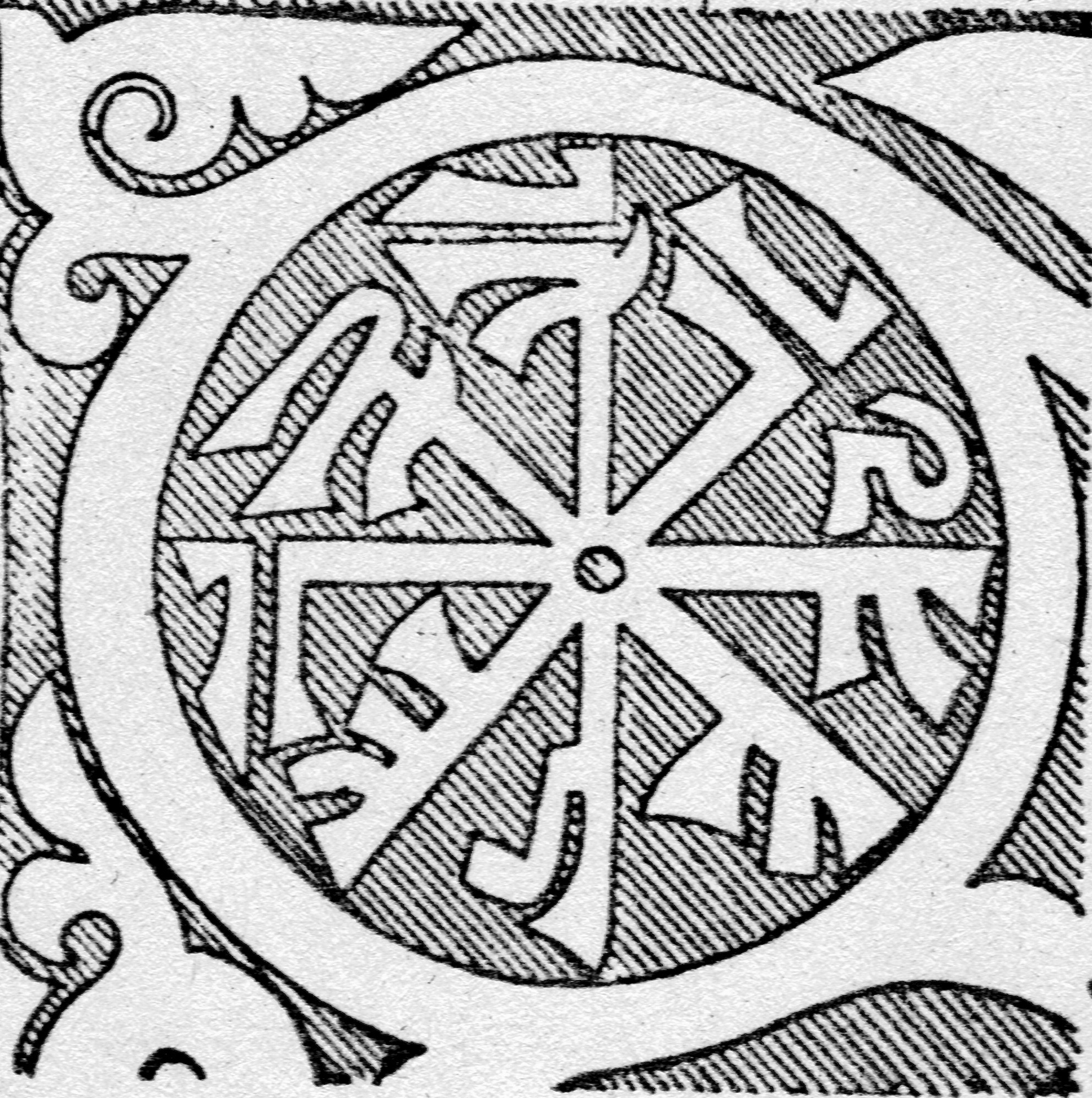
Rosette in der qibla-Wand

Die Logik dieser singulären Inschrift ist erkennbar, wenn man sich an dem Buchstaben Mīm in Form eines kleinen Kreises in der Mitte von oben entgegen dem Uhrzeigersinn orientiert. Die Umrahmung ist der Harmonie der Miḥrābdekoration angepasst.
Das mittlere imposante Längsschiff des Betsaals hat in seiner Gesamtkonzeption architektonische Bedeutung; es führt geradlinig zum Miḥrāb, dem heiligsten Ort im Betsaal, der diesen zentralen Weg durch die halb-zylindrische Nische an der Ostwand abschließt. Der Betsaal besteht aus siebzehn Längsschiffen, sieben Nischen und einem Querschiff. Am Mittelschiff und in den Querbogenreihen dominieren die runden, ungebrochenen Hufeisenbögen, die auch die Grenzen des Innenhofes (ṣaḥn) bestimmen. Die verdoppelnden Arkaden des Mittelschiffes sind allerdings erst sekundär unter Abū Ibrāhīm in 862, also drei Jahre nach dem Erdbeben, hinzugefügt worden, um dadurch die bis dahin labile Struktur zu stützen und hatten somit nicht die Aufgabe, den Gang zum Miḥrāb in seiner Gesamtkomposition visuell zu betonen. Auch die Doppelsäulen des Transepts unmittelbar vor der Qibla haben nur statisch-konstruktive Bedeutung. Inwieweit diese architektonisch und bautechnisch bedeutsamen Beobachtungen von Christian Ewert mit den oben geschilderten Ausbesserungsarbeiten nach dem Erdbeben von 859 im Einzelnen in Zusammenhang stehen, ist gegenwärtig unbekannt.
Die architektonisch einzigartige Ausstattung sowohl der Miḥrābfront als auch der Miḥrābnische aus weißem Marmor mit dem oben genannten zentral angeordneten Schriftfries wird von der imposanten halbkugelförmigen Kuppel gekrönt. Prächtige Fliesen und Marmor bedecken ihren unteren Teil. Die Gesamtkomposition liegt in einem quadratischen Grundriss, der durch muschelartige Trompen schließlich in einer oktogonalen Form erscheint. Es wird angenommen, dass die Kuppelgestaltung an den damals in der Region noch vorhandenen christlichen Vorlagen orientiert gewesen sein könnte. Die Konstruktion ist umlaufend durch Sure 2,(al-Baqara),Verse 255-256 in ebenfalls dekorativem Kufi-Duktus eingefasst. Es ist hierbei erwähnenswert, dass diese Koranstelle an der Kuppel mit der Basmala eingeleitet wird, die aber nicht zu den anschließend zitierten Koranversen gehört. Hier wird lediglich die allgemein vorgesehene, jedoch nicht durchgehend angewandte Praxis dokumentiert, alle Handlungen – in diesem Fall die Schaffung des Schriftfrieses in der Ornamentik der Kuppel – mit der Basmala, im Namen Gottes, zu beginnen.

### Die Lüsterfliesen der Miḥrābfront
Die Miḥrābfront ist im Bereich der rechten und linken Bogenhälfte mit Lüsterfliesen optisch hervorgehoben. Sie sind nach der Übernahme mesopotamisch-iranischer Fliesentraditionen in der Entwicklung des westislamischen Bauschmucks von besonderer Bedeutung. Der Kunsthistoriker G. Marçais hat bereits 1928 die Grundlagen für die Analyse der Fliesendekoration gelegt und ihre Entstehung auf das Jahr 862, in der Regierungszeit von Ahmad ibn Muhammad I., Abu Ibrahim (856–863) datiert. Dabei beschreibt er die Verteilung der 139 vollständigen und der 15 angebrochenen Fliesen, die sich, in Stuck eingebettet, mit den Eckspitzen berühren. Die vollständige Bestandsaufnahme, Gliederung und Beschreibung aller Fliesen, ferner ihr Vergleich mit abbasidischen Lüstergefäßen des 9.-10. Jahrhunderts samt einer Konkordanz der Dekorelemente liegt seit 2001 vor. Die enge Verwandtschaft der Lüsterfliesen des Miḥrābs mit der abbasidischen Keramikkunst aus Mesopotamien, Iran, Syrien und Ägypten des 9.-10. Jahrhunderts ist nunmehr durch die Erfassung der Komposition von 47 Vergleichsstücken dargestellt. Neben der Beschreibung von Provenienz samt Fundort, Bemalung und Muster der einzelnen Fliesen wird auch die entsprechende Fachliteratur angegeben. Die Lüsterfliesen an der Miḥrābfront zeigen insgesamt ihre künstlerische Zugehörigkeit zu den entsprechenden Dekorationen im islamischen Osten, in Samarra, gegen 860. Die Oberflächengestaltung zeichnet sich durch ganzflächige Lüstrierung mit geometrischen und vegetabilischen Formen aus. Insgesamt ist die Verwandtschaft mit dem „Samarra-Stuck“ seit G. Marçais (1928) durch Vergleiche nachgewiesen. Es ist allerdings auch festgestellt worden, dass Fliesen in einigen Reihen verkehrt herum oder um 45 Grad um ihre Achse verdreht eingesetzt worden sind. Möglicherweise standen ursprünglich nicht die geometrischen Dekorelemente an sich, sondern die durch sie erzeugten Farben- und Lichteffekte an der Miḥrābfront im Vordergrund.
Ibn Nādschī (gest. 1433), in seiner Zeit der bekannteste Lokalhistoriker und Prediger (Chatīb) der Hauptmoschee, der das Werk von ad-Dabbāgh durchgehend kommentiert, berichtet, dass die Gebetsnische ihre endgültige Form unter Abū Ibrāhīm erhielt. Diese Angaben werden in der Forschung von G.Marçais (1928) und nach ihm auch von Christian Ewert (2001), S. 245 bestätigt. Bei an-Nādschī heißt es in diesem Zusammenhang:
„ein Mann aus Bagdad fügte die gebrannten Fliesen (qarāmīd – Lane, 2519) der Miḥrābfront hinzu und verschönerte sie mit den wunderbaren Verzierungen, mit Marmor und Goldfries (in der Originalquelle: bi-ḏ-ḏahab: „mit Gold“) in schöner Ausführung“.
Gemeint ist „mit Gold“ natürlich die Goldlüsterproduktion, die im 9. Jahrhundert in Mesopotamien entwickelt wurde und wahrscheinlich durch die Vermittlung irakischer Töpfer ihre erste Verbreitung in der Aghlabidenzeit fand. Sowohl G. Marçais (1946) als auch Chr. Ewert (2001) weisen auf die monochrome – bräunlich-grüne – und polychrome – in bräunlichem Goldton, Chamois bis Ocker und Rot bis Rotbraun – Lüstrierung, auf ein äußerst kompliziertes Produktionsverfahren der einheitlich dimensionierten Fliesen hin. Es wird angenommen, dass die in der Herstellung technisch anspruchsvolleren polychromen Fliesen Importware sind, während die monochromen Stücke vor Ort hergestellt worden sind. Nach Ausgrabungsfunden in Ṣabra-Manṣūrīya, wo sich die fatimidische und später auch die ziridische Residenz befand, ferner in der Region des aghlabidischen Raqqāda, rund zehn km südlich von Kairouan, ist auch die lokale Herstellung von Lüsterkeramiken gesichert. Somit nahm Ifrīqiyā wahrscheinlich die Rolle des Vermittlers dieser Fliesenkunst nach dem islamischen Andalusien ein. Diese Ausschmückung als Rahmen der Miḥrābnische hebt sich optisch von ihrer Umgebung ab. Da die Kuppelfenster vom Boden des Betsaales aus unsichtbar sind, gewinnt der Betrachter den Eindruck als würde die Miḥrābwand von sich aus leuchten. Je nach Tageszeit kann diese „versteckte“ Beleuchtung stärker oder schwächer auf die Miḥrābwand wirken.
Der Frontbogen der Vormiḥrābkuppel wirkt auf den Betrachter wie eine Art Triumphbogen. Die Stützen des Bogens sind roter Porphyr; das Material „war in der Antike Ausdruck herrscherlicher Macht und Würde.“

### Holzarbeiten: Kanzel (Minbar) und Herrschersitz (Maqṣūra)
Unmittelbar neben dem Miḥrāb steht das wohl weltweit älteste, im Original erhaltene Minbar, die elfstufige Kanzel der Moschee aus der Aghlabidenzeit.

Minbar mit der Maqṣūra im Hintergrund. Photo Garrigues, Nr. 271. Tunis um 1880.

Die Seitenwände sind in den Jahren 862 und 863 unter Abū Ibrāhīm Aḥmad mit kunstvollen Schnitzereien aus importiertem Teakholz, (ḫašab as-sāǧ: Lane, 1459), wahrscheinlich aus Indien durch irakische Vermittlung, in Kassettenform gestaltet worden. Wie in der Miḥrābnische sind auch in den Holzkassetten Palmetten nebst Flügelpaaren in unterschiedlichen Varianten erkennbar, deren Ursprung im irakischen Kulturkreis mit Rückgriff auf florale Muster der Sassanidische Kunst zu lokalisieren ist. In kunsthistorischen Untersuchungen wird auch auf den Einfluss der vergleichbaren Schnitzereimotive hingewiesen, die in spätumayyadischen Bauten, wie im sog. Winterpalast (Qaṣr al-Mušattā, Baubeginn gegen 743), deutlich hervortreten. Der Treppenaufgang ist mit einer zweiflügeligen Tür abschließbar. Ein Teil der Stufen befindet sich im Museum von Raqqada. Der Lokalhistoriker Ibn an-Nādschī hebt in diesem Zusammenhang noch hervor: „der Holzwurm befällt das Teakholz nicht. Bis heute ist der Minbar frei von Holzwürmern“ und lobt die weiteren Baumaßnahmen des Emirs mit den Worten: „diese Taten des Abū Ibrāhīm waren zu Ehren des allmächtigen Gottes. So wird Gott seine Reue erhören, denn alles was er tat, ist bis heute erhalten.“ Es kam dennoch anders. Zu Beginn des 20. Jahrhunderts hatte im Rahmen von Ausbesserungsarbeiten an der Moschee auch die Holzvertäfelung der Kanzel wegen Wurmsfraßschäden renoviert werden müssen, denn sie drohte einzustürzen. Allerdings waren nur neun Holzkassetten zu ersetzen gewesen, der Rest befindet sich bis heute in einem erstaunlich guten Zustand.

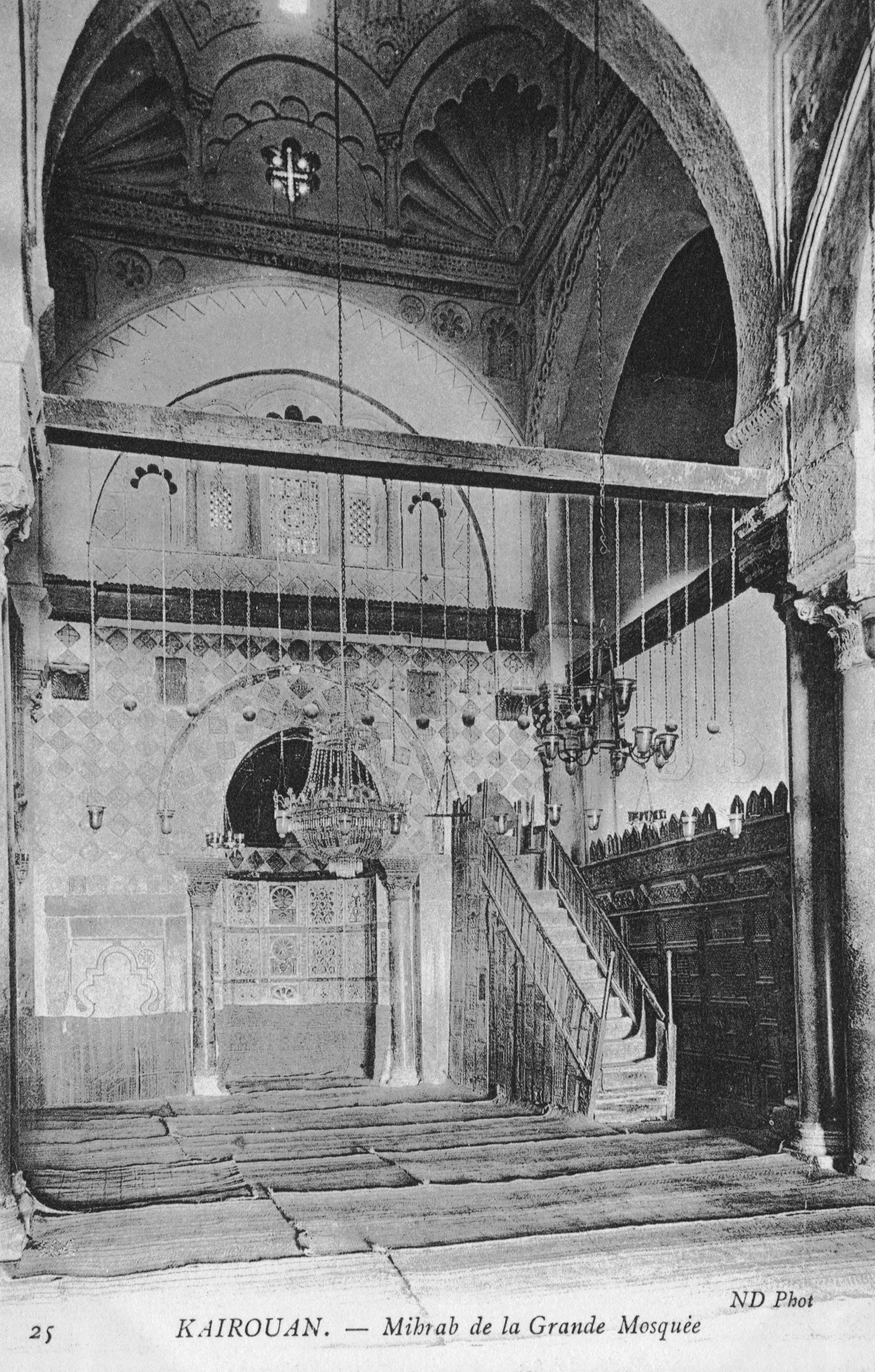

Es ist auf der ND-Photographie (Louis-Antonin Neurdein - Nūreddīn - 1846-1914, Paris) deutlich erkennbar, dass mit der Aufstellung der Kanzel die ursprüngliche Symmetrie der Miḥrābwand unterbrochen und Reihen der Lüsterfliesen verdeckt worden sind.
Neben dem Minbar ließ der Ziridenherrscher Al-Muʿizz ibn Bādis az-Zīrī (regiert von 1016 bis 1062) die bis heute erhaltene Maqṣūra (wörtlich: abgegrenzter (Raum) – Lane 2536), den Sitz des Herrschers in der Moschee unter Aufsicht seines Sekretärs, des „Zügels der Dynastie“ (zimām ad-daula), Abū l-Qāsim b. Abī ʿAbbūd errichten. Der Raum hatte ursprünglich einen Sonderzugang von außen an der Qiblawand, genannt Bāb al-Imām. al-Bakrī dokumentiert, dass: „es in der Moschee eine Maqṣūra gab. Sie bestand dort weiterhin als der Bau (des Aghlabiden) Ziyādatullāh. Die heutige Maqṣūra dagegen ist ein Haus (dār) südlich der Hauptmoschee, dessen Eingangstor am Platz des Früchtemarkes, auch Dattelmarkt genannt, liegt. Es hat eine Tür am Minbar, wodurch der Imām (in die Moschee) gelangt, nachdem er sich bis zur Gebetszeit in diesem Haus aufgehalten hat.“

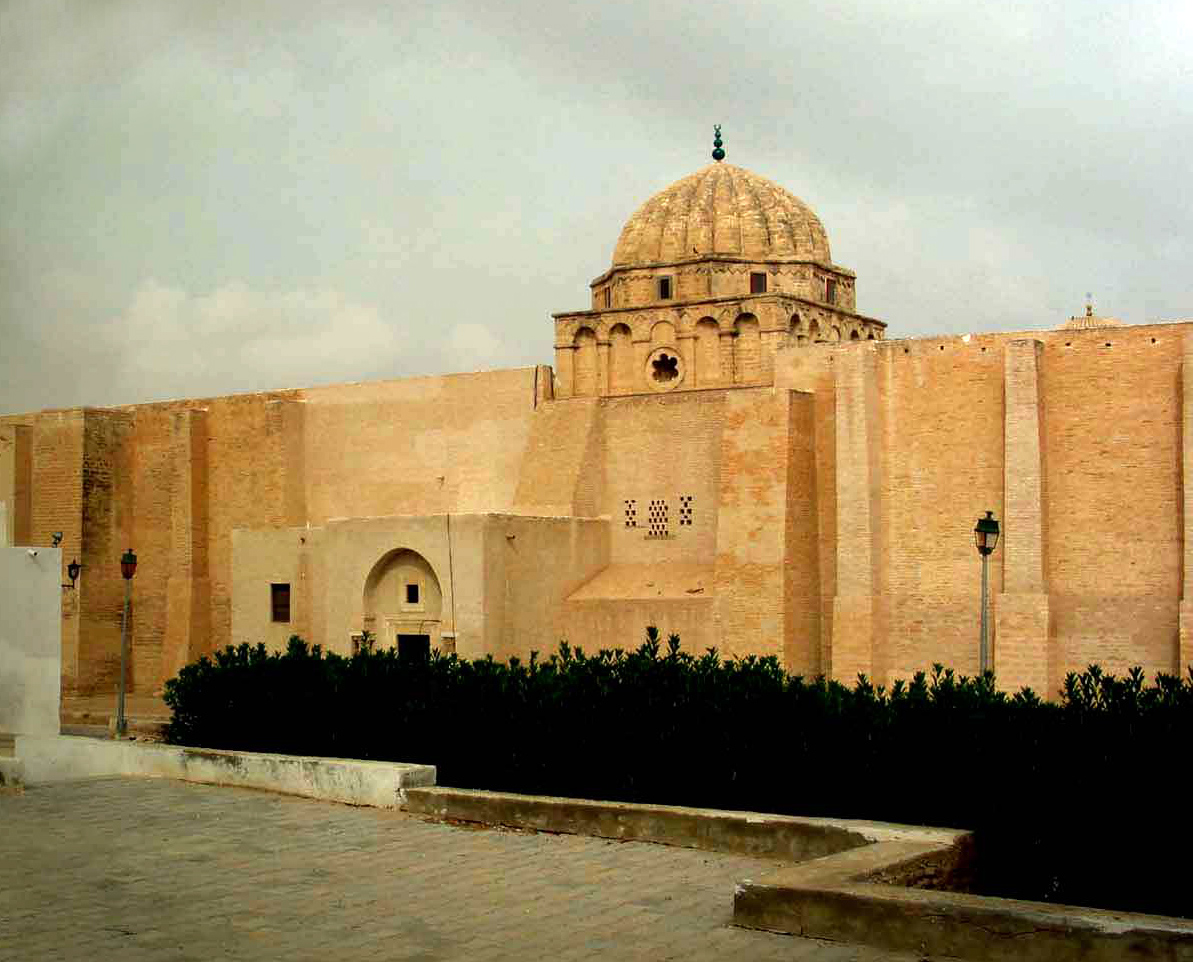
Eingang zur Maqsūra: Bāb al-Imām

Das dekorativ bearbeitete Zedernholz der Maqṣūra mit der auf drei Seiten der Holzkonstruktion umlaufenden Gründungsinschrift mit Koranzitaten gehört zu den schönsten Zeugnissen der islamischen Epigraphik. Sie ist mit einem Teil des Koranverses 120 der Sure 9 (at-Tauba), bezogen auf al-Muʿizz eingeleitet: „Gott bringt diejenigen, die tun, was recht ist, nicht um ihren Lohn.“ Der Name des Sekretärs, Abū l-Qāsim b. Abī ʿAbbūd, ist am Anfang des Koranverses 1 der Sure 62 (al-Dschumʿa) als Subjekt vorgeschaltet: „...der Sekretär preist Gott (al-kātibu yusabbiḥu li-llāhi)“, im Koran jedoch: „(Den einen) Gott preist (alles), was im Himmel und auf der Erde ist...“ bis Vers 5: „Gott leitet das Volk der Frevler nicht recht.“ Der Raum entstand wahrscheinlich im dritten Jahrzehnt des 11. Jahrhunderts, da al-Muʿizz als Minderjähriger zum Emir ernannt wurde und ungefähr erst ab 1022 die volle Macht innehatte. Hinter dem Sitz des Herrschers befindet sich ein kleiner Raum, der nach außen keinen direkten Zugang hat; spätestens in der Ziridenzeit war er die Sammelstelle von gestifteten Büchern, eine Art „Bibliothek“ und von anderen Gegenständen (siehe unten).
Auf dem oberen Holzwerk ist die Ausbesserung der Konstruktion in einer Inschrift vom Rabīʿ I. 1034/Dezember 1624-Januar 1625 dokumentiert: „Der Türke Tabbāl (Topal) Muṣṭafā b. ʿAbdallāh, möge Gott ihm und seinem Vater (sic) vergeben, ordnete die Ausbesserung dieser Maqṣūra an“ (Datum). Ausbesserungen sind unter Murad I. Bey von Tunis (regiert zwischen 1613 und 1631) durchgeführt worden. Sie erfolgten allerdings so „plump“ (P. Sebag), dass die Unterscheidung zwischen Original und Kopie dem Betrachter leicht auffällt. Eine fragmentarische Holzplatte in der Größe von 119 cm × 15 cm mit einem Teil aus Vers 173 der Sure 3 (Āl ʿImrān) ist seit 1999 im Museum von Raqqāda ausgestellt.

## Die Maqṣūra der Aghlabiden
Die Existenz einer Maqṣūra bereits in der Aghlabidenzeit bestätigen lokalhistorische Berichte über administrative Maßnahmen im frühen 9. Jahrhundert. Allerdings sind ihre Reste baugeschichtlich nicht mehr rekonstruierbar. Als der Emir Ibrahim I. ibn al-Aghlab (800–812) den mālikitischen Gelehrten Abū Muḥriz (gest. 814) gegen dessen Willen zum Qādī ernannte, brachte man ihn „von der Tür der Maqṣūra zum Moscheehof hinaus; man setzte ihn dort hin und befahl ihm, zwischen den Prozessbeteiligten zu verhandeln.“ Der Aghlabidenherrscher Abū Ishāq Ibrāhīm II. (regiert zwischen 875–902) trat während seiner Sitzungen in der Hauptmoschee donnerstags und dienstags bei Rechtstreitigkeiten zwischen den Parteien vermittelnd ein. In der Darstellung von Rivalitäten zwischen dem fatimidischen Vorbeter und einigen sunnitischen Gelehrten in der Mitte des 9. Jahrhunderts wird die Maqṣūra, der offizielle Platz des Vorbeters vor dem Freitagsgebet, als „ein Raum/Zimmer im südlichen Teil der Moschee“ (wa-hiya ḥuǧratun bi-qiblī l-ǧāmiʿ) unmittelbar neben dem Minbar beschrieben. Auch politische Entscheidungen sind in der Hauptmoschee und deren unmittelbaren Nähe gefällt worden. Namhafte Gelehrte versammelten sich im Jahre 944 um ihren Anführer Abū l-ʿArab – den Verfasser des hier benutzten biographischen Werkes –, in der Hauptmoschee, um mit dem bereits genannten Abū Yazīd gegen die Fatimiden in al-Mahdiya in den Krieg zu ziehen. Ihre sieben Banner stellten sie gegenüber dem Tor der Schmiede (bāb al-ḥaddādīn) auf und nahmen anschließend am Freitagsgebet teil, um am darauf folgenden Samstag nach al-Mahdiya aufzubrechen. Die Hauptmoschee als Ort politischer Entscheidungen dokumentiert Abū Bakr al-Mālikī auch in der Einleitung der Biographie des Gelehrten ʿAbdallāh b. Fuṭais (gest.950): „er war einer derjenigen Gelehrten, die in der Hauptmoschee beschlossen haben, gegen die Banū ʿUbaid (d.i. die Fatimiden) in den Kampf zu ziehen.“

## „Die Säulenhierarchie“
Die überwiegend korinthischen und ionischen Kapitelle erscheinen in ihrer Vielfalt mit den stilisierten Motiven der dornigen, weichen, gezackten und flachen Akanthusblätter ohne erkennbare Systematik in der Säulenanordnung. Sie sind in den zum Teil bis heute monumentalen antiken Bauten Tunesiens in situ ebenfalls nachweisbar.

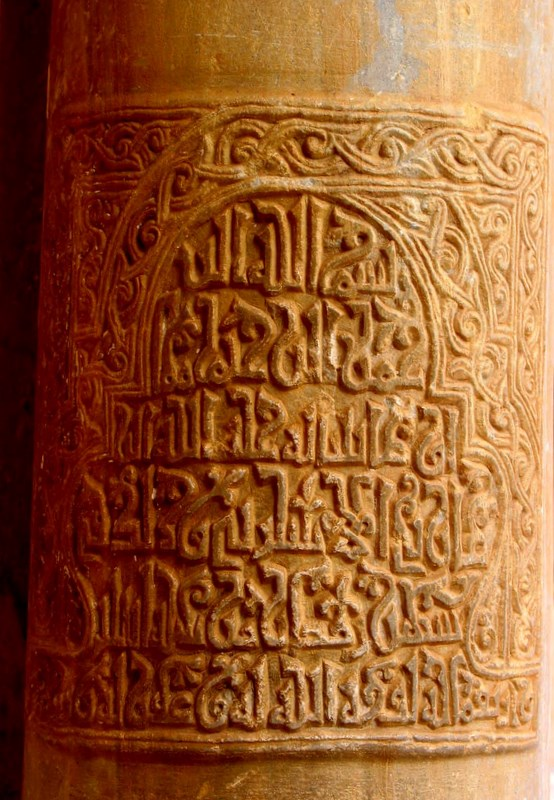
„Islamisierte“ antike Säule, datiert auf das Jahr 1011 in der westlichen Seitenarkade

Durch die kunstvolle Bearbeitung der verwendeten Säulen durch Koranzitate und andere islamische Texte, wie durch Teile der Schahāda und durch die Lobpreisung des Propheten Muḥammad hat man diese Bauelemente „islamisiert“ und sie dadurch dem profanen Bereich entzogen.
Nach der Vermessung der Spolienanordnung des Betsaales durch den Bauforscher und Historiker islamischer Kunstgeschichte Christian Ewert und nach der Entschlüsselung der Kontraste der Farben und Materialien der Säulenpaare am Mittelschiff und nach ihrer Ortung an den angrenzenden Seitenschiffen ist es festgestellt worden, dass die Verbindungen der miteinander verwandten Säulen in diesem zentralen Vormihrabbereich die geometrische Grundrissfigur zweier exzentrischer Achtecke ergeben. Unter den roten Stützen in der Tiefachse der Gebetsnische fallen die von al-Bakrī genannten grüngetönten Gruppen auf. Die farbige Säulengruppierung wird durch die Schäfte aus rotem Granit und Brekzie oktogonal begleitet. Sie laufen von beiden Seiten auf die zwei Vormihrābkuppel aus roten Porphyr symmetrisch zu. Die gegen die übrigen weißen Säulen stark kontrastierenden farbigen Säulen treten bei der Gesamtansicht des großen Außenpolygons deutlich hervor. Dieser „Bau im Bau“ ist somit zwar verschlüsselt, aber nicht voll versteckt.
Es ist naheliegend, in der oben kurz beschriebenen Säulenhierarchie der Hauptmoschee bei Chr.Ewert eine verschlüsselte Einbeziehung des achteckigen Felsendoms durch die Aghlabiden zu sehen, die in Nordafrika zwar politisch weitgehend unabhängig regierten, ihre Bindungen an das Kalifat von Bagdad jedoch nicht vernachlässigten. Für Jahre vor der Bauphase, im Jahre 831, schenkte der Abbasiden-Kalif al-Ma'mūn dem Felsendom besondere Aufmerksamkeit. In der äußeren Umgangsarkade ließ er den Namen des Bauherrn, des Umayyaden ʿAbd al-Malik b. Marwān löschen und ihn durch seinen eigenen Namen ersetzen, ohne dabei – wohlgemerkt – das ursprüngliche Baudatum in der umlaufenden Hauptinschrift – (das Jahr 72 der islamischen Zeitrechnung) – zu ändern. Die Gründungsinschrift am Fuß der Vormihrabkuppel der Hauptmoschee von Tunis, „der getreuesten typologischen Kopie“ der Hauptmoschee von Kairouan, dokumentiert die vergleichbare Parallelität der geistig-religiösen Bindung an Bagdad: sie enthält den Namen des zwölften Abbasidenkalifen al-Mustaʿīn bi-llāh (regiert 862–866), nicht aber den Namen des aghlabidischen Erbauers.
„So wie der Felsendom durch Übernahme des frühchristlich-byzantinischen Zentralbautyps die geistige Landnahme im ehemals christlichen Osten vor Augen rückt, könnte Kairouan, die erste bedeutende Stätte des Westislam, sich nun bei der anspruchsvollen Neufassung in der geistigen-religiösen Blütezeit der Aġlabiden dieses bereits hochberühmte ostislamische Wallfahrtsziel mit gleicher oder vergleichbarer Absicht abbildend angeeignet haben.“
Der islamische Kunsthistoriker und Archäologe Oleg Grabar ist indes der Ansicht, dass die Dokumentierung der Spolienanordnung und ihre visuelle Darstellung in Bauzeichnungen – gemeint ist die Dokumentierung der gesamten Säulenanordnung des Betsaales durch Chr. Ewert – nicht die Mittel sein können, Verbindungen zu entfernten heiligen Stätten – hier zum Felsendom in Jerusalem – herzustellen. Die von Ewert architektonisch dargestellte Verwandtschaft zum oktogonalen Felsendom ist, so Grabar, ohne Zweifel korrekt, sie muss ursprünglich aber weniger verschlüsselt oder gar weniger versteckt existiert haben.
Eine neue Darstellungsart der gesamten Bauanlage ist die baumorphometrische Analyse bei Tageslichtfaktor mittels 3D-Fotografie und Kartografie, deren erste Ergebnisse 2015 publiziert worden sind. Die Ausbreitung von Tageslicht hängt mit der Form des Betsaales und der Säulenarkade des Moscheehofes direkt zusammen. Die Stärke des natürlichen Lichts nimmt auf dem Weg zur qibla-Wand ab. Im Allgemeinen ist festzustellen, dass Licht ein wichtiges Element in der Baukonzeption von Moscheen darstellt.

## Spätere Umbauten und Renovierungen
Eine umfangreiche Renovierung des Sakralbaus unternahmen die Hafsiden in 1293–1294, wobei die Portale neu abgestützt wurden und die seitlichen Galerien neue Bögen mit Säulenpaaren – ebenfalls Spolien – erhielten.

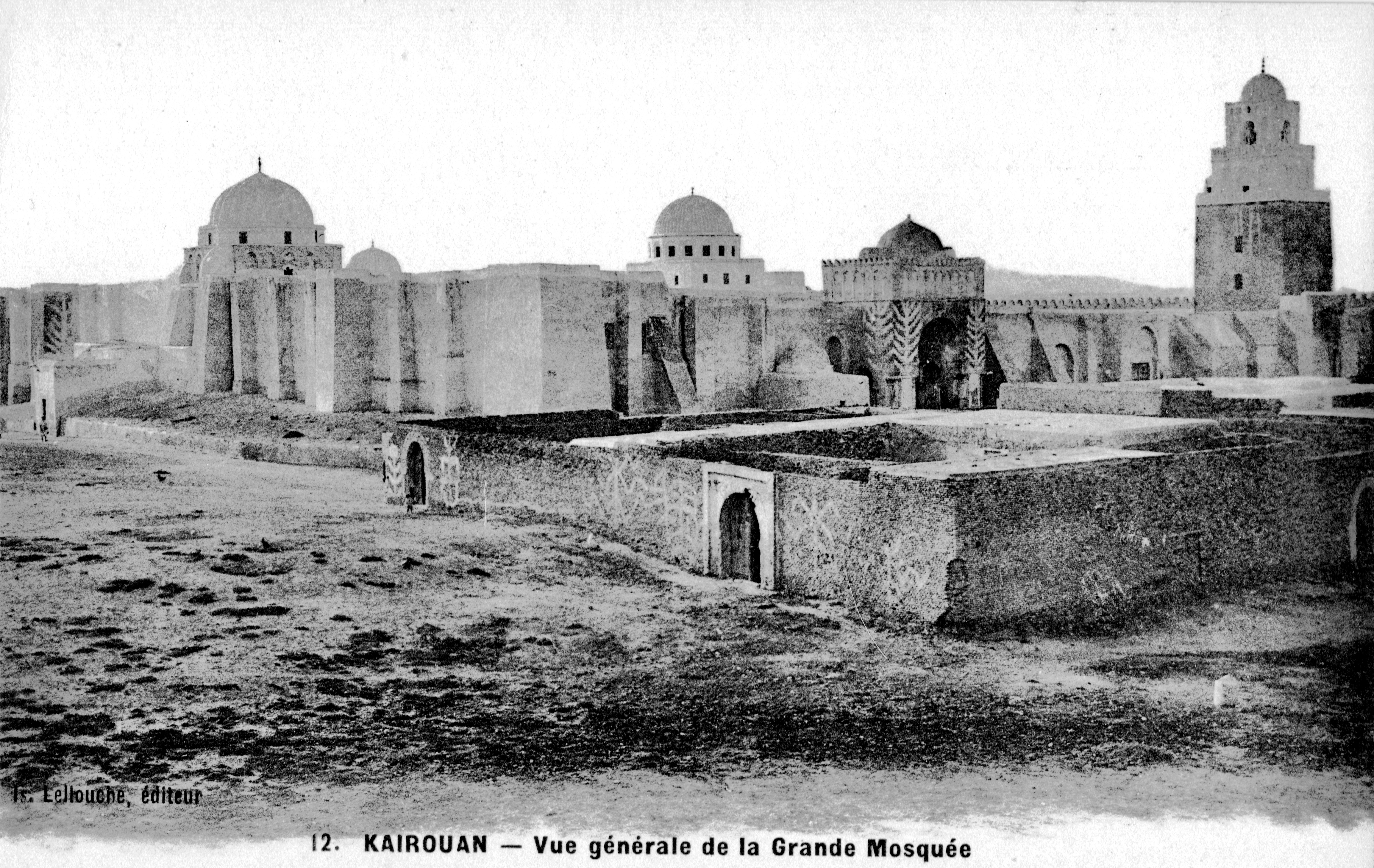
Das Tor um 1900; Isidore Lallouche (Edition LL)

In jener Zeit entstanden auch neue Tore an der Ostwand, die in originalen Bauinschriften dokumentiert sind: das imposante Tor Lalla Rīḥāna im Osten, benannt nach einer Lokalpatronin im Stadtviertel Rīhāna ist nach aghlabidischem Vorbild mit einer von antiken Säulen getragenen Rippenkuppel versehen worden. Der Herrscher Abū Ḥafṣ (regiert 1284–1295) „der Befehlshaber der Gläubigen, Sohn der rechtgeleiteten Emire“ ließ das Tor im Jahr 1294 errichten.

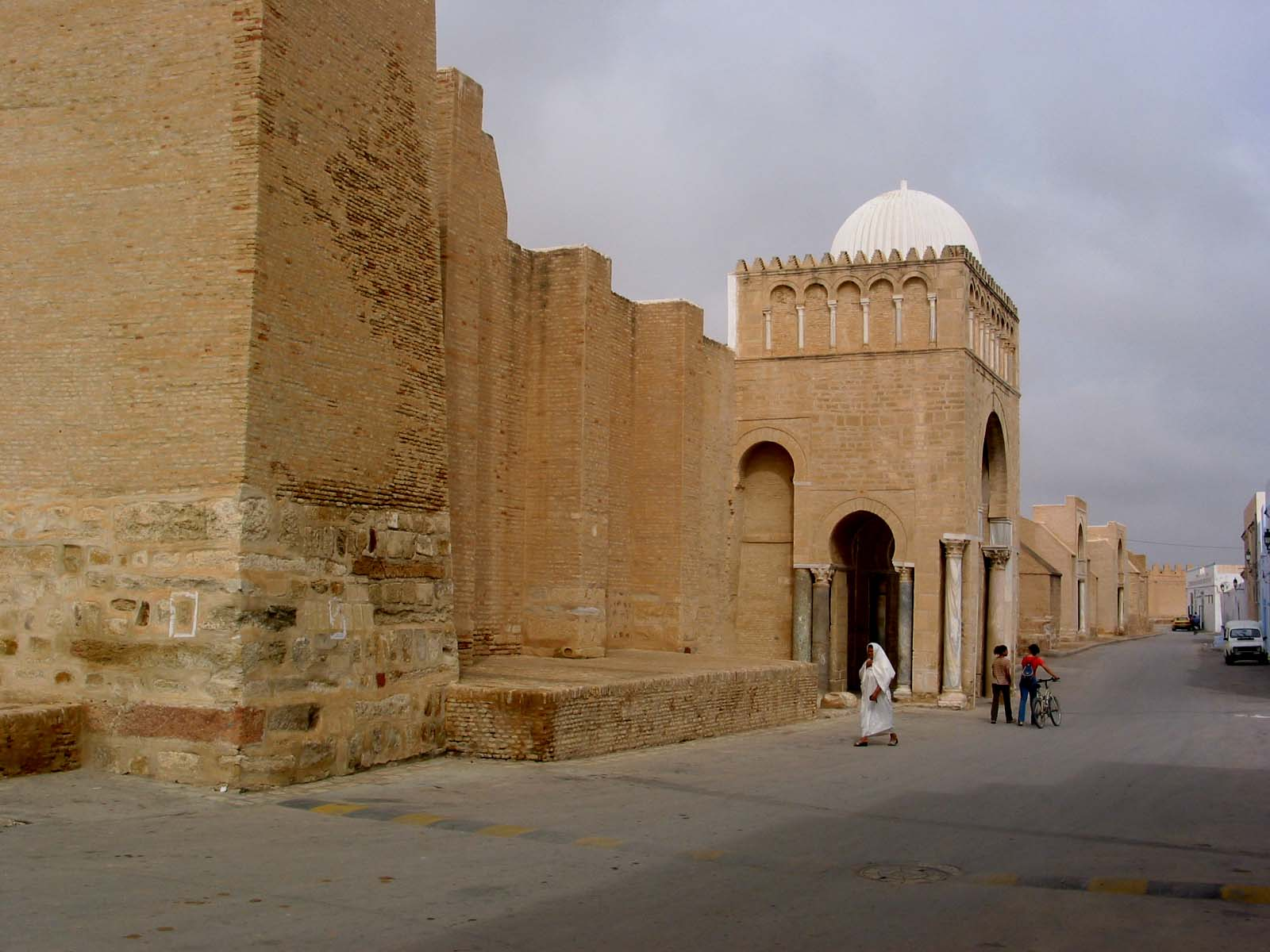
Das Osttor zum Betsaal heute

Der Anbau harmonisiert architektonisch mit dem Stil des 9. Jahrhunderts. Der Zugang ist von drei Seitenbuchten durch Hufeisenbögen mit grauen und hellen Marmorsäulen gestützt. Der Erbauer dieses von der Moscheemauer nach außen abgesetzten Nebeneingangs in den Betsaal ist der Imam und Prediger der Hauptmoschee ʿAbd Allāh b. ʿAbd al-ʿAzīz al-Haskūrī (gest. im Juni 1316). In seiner Biographie schreibt Ibn Nādschī: „er spendete viel Geld zugunsten der Hauptmoschee von Kairouan und baute die großartige Kuppel über dem Osttor, einem der Tore des Betsaales. Er errichtete sie auf Marmorsäulen und Marmorbrocken und verbaute im oberen und unteren Teil ungefähr 40 Säulen. Seine Ausgaben betrugen mehr als eintausend Dinar“. Die oberen Säulen sind durch die Gestaltung als Blendnischen die tragenden Elemente des Kuppelbaus und sind in ihrer architektonischen Konzeption dem Aufbau des Minaretts nachempfunden.
Die Gründungsinschrift des Bāb al-Māʾ (Wassertor) im Westen ist ebenfalls auf das Jahr 1294 datiert und ist auf Anordnung von Abū Ḥafṣ errichtet worden.
Es wird angenommen, dass die dokumentierten Arbeiten an den Moscheetoren ursprünglich Erneuerungsarbeiten gewesen sind. Im zehnten Jahrhundert waren, gemäß al-Bakrī und dem Geographen al-Muqaddasī, der sein Werk Aḥsan at-taqāsīm fī maʿrifat al-aqālīm (Die schönste Einteilung zur Kenntnis der Länder) im Jahre 985 verfasste (GAL, Bd. I. S. 264), namentlich zehn Tore bekannt, durch die man den Moscheehof und den Betsaal betreten konnte. Neun Tore können – vorbehaltlich – vielleicht identifiziert werden, aber das zehnte Tor passt nicht zur heute bekannten Bautypologie. Ursprünglich wird es sich bei diesem Tor um den doppelten Zugang zum Minarett handeln, den al-Bakrī kurz erwähnt, der aber heute nicht mehr existiert.

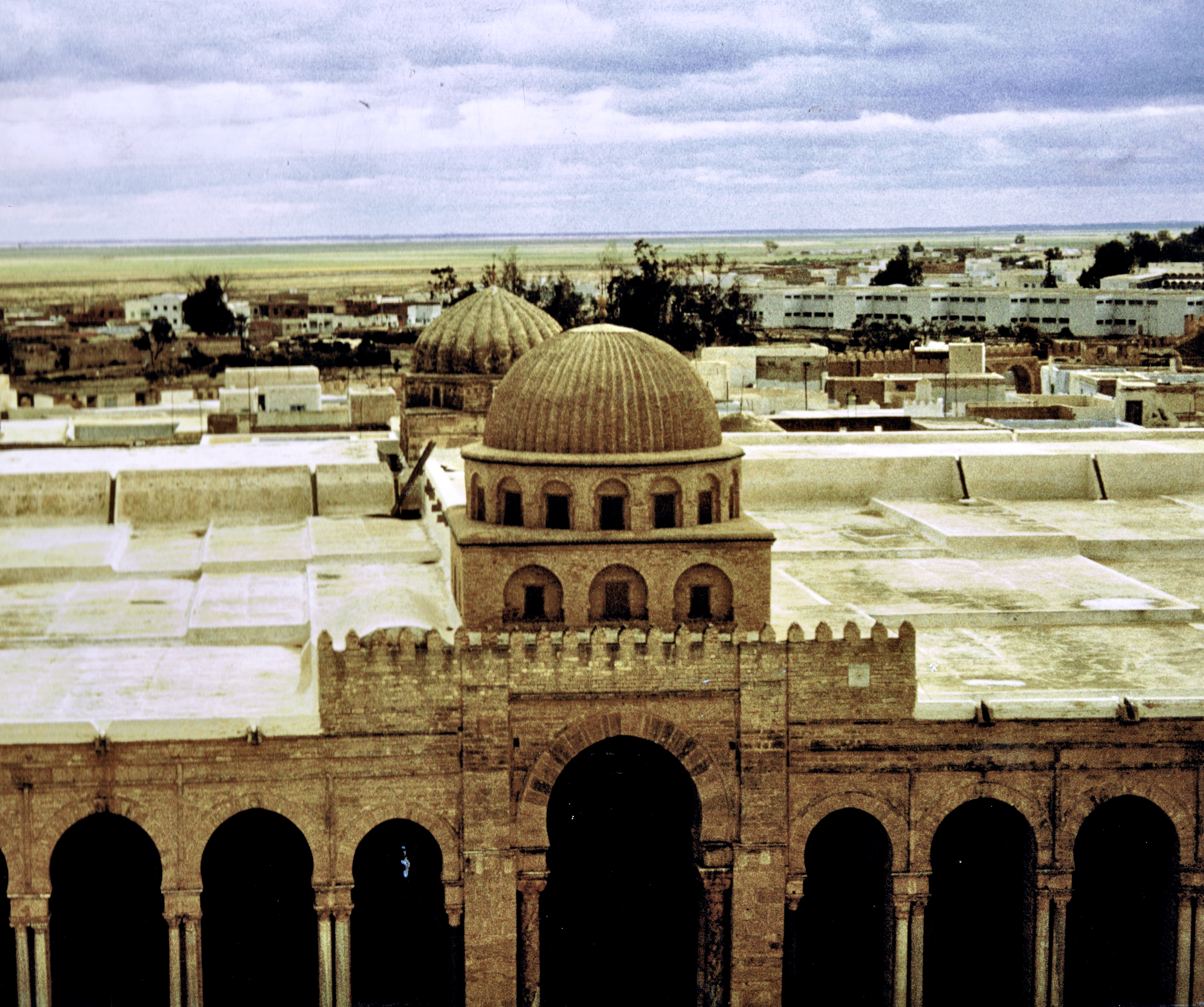
Bāb al-Bahū mit Blick nach Osten

Trotz Umbauten zwischen dem 17. und 19. Jahrhundert ist der alte Kern der Hauptmoschee aus der Zeit der Aghlabiden in seiner ursprünglichen Form heute noch erhalten. Die Erneuerungsarbeiten sind am imposanten Haupteingang Bāb al-Bahū, hier als die „Hauptmoschee der Gefährten des Propheten (Eulogie)“ bezeichnet, am oberen Fries schriftlich dokumentiert und das Datum (1828–1829) in einem Chronogramm festgehalten. Der Text beginnt nach der Basmala mit einem Koranzitat; (Sure 22, Vers 77):
„Ihr Gläubigen“ Verneigt euch (beim Gottesdienst), werft euch (in Anbetung) nieder, dienet eurem Herrn und tut Gutes! Vielleicht wird es euch (dann) wohl ergehen.
Die Bezeichnung aus dem frühen 19. Jahrhundert „Die Hauptmoscheen der Gefährten Sahāba des Propheten“ (ǧāmiʿ aṣḥābi n-nabiyyi) hat ihren Ursprung in den Berichten der hier mehrfach genannten Kairouaner Lokalhistoriker, die zu Beginn ihrer Darstellung der Stadtgeschichte und als Einleitung zu den Gelehrtenbiographien, die Namen derjenigen Prophetengefährten nebst ihrer Kurzbiographie aufzählen, die sich während der ersten Eroberungszüge in der Region Ifrīqiyā aufgehalten haben sollen.
Die erste dieser historisch nicht nachprüfbaren Listen ist bei Abū l-ʿArab at-Tamīmī (gest. 944–945) erhalten. Er nennt in seiner Liste siebzehn Prophetengefährten und fügt hinzu, dass ʿUqba ibn Nāfīʿ, einigen Berichten zufolge, fünfundzwanzig von den Ṣaḥāba in seinem Kreis hatte. Rund hundert Jahre später führt Abū Bakr al-Mālikī (gest. gegen 1057) in einem hierfür gewidmeten Kapitel seines biographischen Werkes 29 Personen auf. ad-Dabbāgh (gest. 1297) nennt dreißig Personen, die mit dem Propheten Muḥammad an einem oder an mehreren Ereignissen teilgenommen haben sollen, somit „Prophetengefährten“ gewesen sind, und sich dann in Ifrīqiyā aufgehalten haben. Er fügt noch die Kurzbiographie weiterer zwölf Personen hinzu, die zu Lebzeiten Mohammeds geboren wurden, ihn aber nicht treffen oder nach ihm nicht überliefern konnten. Er verweist zugleich auf die kontrovers diskutierte Frage, ob diese Personen durch ihre Geburt zu den Ṣaḥāba oder zu den älteren „Nachfolgern“, der Generation nach den Prophetengefährten, zu rechnen sind.

## Die Moscheebibliothek

### Die ersten Berichte aus dem 19. Jahrhundert. Anfänge der wissenschaftlichen Untersuchungen
Die französischen Orientalisten Octave Houdas (1840–1916) und René Basset (1855–1924) erwähnten in ihrem Bericht über ihre Mission scientifique en Tunisie in der Zeitschrift Bulletin de Correspondance Africaine 3 (1884), im Jahr 1882 eine Handschriftensammlung in der Hauptmoschee in einem geschlossenen Raum neben dem Mihrāb gesehen zu haben. Im Jahr 1897 berichtete der tunesische Ministerialbeamte Muhammad Bek Bayram vor der Ägyptischen Geographischen Gesellschaft in Kairo – gegründet als La Société Khédiviale de Géographie im Jahre 1875 – über seine Reise nach Kairouan (1896) und gab genauere Informationen über die Handschriftensammlung, die damals hinter der von Al-Muʿizz b. Bādīs az-Zīrī errichteten Maqṣūra der Hauptmoschee aufbewahrt war. Sein Bericht ist in arabischer Übersetzung in der ägyptischen Zeitschrift al-Muqtaṭaf erschienen.
Nach der Beschreibung des desolaten Zustandes der Räumlichkeiten schreibt Bek Bayram:
„In dieser Maqṣūra (hinter der Maqṣūra des Herrschers) gibt es zwei große Schränke voll mit Papierbündeln zusammengebundenen mit Stricken und Schnüren, in einem heillosen, von Staub, Dreck und Spinnweben bedeckten Durcheinander. Dem Betrachter kommt nicht mal in den Sinn (einzuschätzen), welch‘ kostbare Schätze dort liegen. Selbst ich habe den wahren Sinn des Sprichwortes‚'in versteckten Ecken, wo Schätze stecken‘ (wörtlich: fī z-zawāyā ḫabāyā), bis dahin nicht so begriffen, wie beim Anblick dieses Unglücks...Ich sah diese Bündel, öffnete und durchblätterte sie. Es brach mir das Herz (zu sehen), was ihnen zugestossen war. Voller Kummer und Bedauern ließ ich sie an einem Ort zurück, wo sie verloren gehen und ihr Wert ignoriert wird. Ich hatte die Möglichkeit, viele Städte, ja die meisten islamischen Hauptstädte zu besuchen, aber niemals habe ich eine solche Sammlung im kufischem (Duktus) gesehen. Daher kann ich sie zu den Seltenheiten ihrer Art rechnen.“
Erst 1956 ist das auf das Jahr 1293–1294 datierte Verzeichnis der Handschriften vom tunesischen Forscher Brahim (Ibrahim) Chabbouh in der Zeitschrift Revue de l’Institute des Manucrits Arabes (Kairo) publiziert worden, dessen Inhalt dem heute tatsächlich vorliegenden Bestand allerdings nicht mehr entspricht.
Der deutsche Orientalist Joseph Schacht (1902–1969), der 1963 und 1964 einige Handschriften aus dieser unkatalogisierten Sammlung vor Ort untersucht hatte, veröffentlichte in der islamwissenschaftlichen Zeitschrift Arabica im Jahr 1967 eine kurze wissenschaftliche Bestandsaufnahme über ausgewählte Dokumente aus dieser Sammlung. In jener Zeit verfasste auch der tunesische Gelehrte Muḥammad al-Buhlī al-Nayyāl eine Kurzstudie über einige Unikate und publizierte erstmals schwarz-weiße Faksimiles aus dem bis dahin weitgehend unbekannten Bestand.
In der Mitte der 1980er Jahre hat man damit begonnen, den heute vorliegenden, überwiegend auf Pergament geschriebenen Handschriftenbestand nach Gattungen, Verfassern und Titeln zu sortieren. Aus den Mitteln des Auswärtigen Amtes sind Räumlichkeiten für die Aufbewahrung der Handschriften, ferner Foto- und Restaurierungslabors in der ehemaligen Sommerresidenz des Präsidenten Habib Bourguiba im zwölf Kilometer von Kairouan entfernten Raqqada geschaffen worden. Hier befindet sich heute das Centre d’Études de la Civilisation et des Arts Islamiques, dem ein kleines Museum mit imposanten Exponaten aus der Zeit der Aghlabiden und Ziriden angeschlossen ist.
Die meisten Handschriften in dieser Sammlung sind dem islamischen Recht zuzuordnen und sind weltweit die ältesten Materialien zur Rechtsliteratur der Malikiten im 9. und 10. Jahrhundert. Einige Exemplare sind in der Schaffungsperiode dieser Rechtsschulen zwischen der Entstehung des Muwaṭṭaʾ von Mālik ibn Anas (bis 795) und der Mudawwana des Sahnūn ibn Saʿīd (bis 854) verfasst worden. Den gegenwärtigen Forschungsstand über die Kairouaner Gelehrsamkeit stellen die bio-bibliographischen Studien und Texteditionen der Orientalisten Miklós Murányi und Jonathan E. Brockopp dar.

### Das Handschriftenverzeichnis aus dem 13. Jahrhundert
Das älteste Dokument, das über den Stand der Sammlung aus dem späten 13. Jahrhundert vorliegt, ist kein Bibliothekskatalog, sondern lediglich ein nummeriertes Verzeichnis (siǧill), d. h. eine Zusammenstellung der damals vorhandenen Handschriften mit Angabe – soweit möglich – von Werktitel und Autorennamen bei Beachtung der Angaben in einer älteren Liste, die nicht mehr vorhanden ist.
Beispiel: Nummer 63: sieben Teile aus dem Werk Samāʿ von Ibn al-Qāsim. Ein Teil davon ist fragmentarisch. In diesem Zustand ist es im genannten (alten) Verzeichnis angeführt. Davon sind vier Teile nebst einigen Heftresten aufgefunden worden. Unter der Nummer 68: heißt es: Elf Teile aus der Koranexegese... Was sich außerhalb der Maqṣūra befand, ist nach der Suche wieder entdeckt und in die Maqṣūra zurückgebracht worden. Inventarnummer 114: Ein Band auf Pergament, diktiert von Abū ʿImrān al-Fāsī. So ist es im alten Verzeichnis erwähnt. In der Maqṣūra ist es heute nicht mehr vorhanden.Nummer 120: Ebenfalls ein Teil aus dem Koran, in kufischem Duktus auf Pergament, 15 Zeilen/Seite. Eingetragen und beschrieben im alten Vereichnis. Während der Revision des (alten) Verzeichnisses war es nicht mehr verfügbar.

### Die Stiftung von Büchern; Unterricht und private Sammlungen
Der lückenhafte Bestand der Handschriftensammlung, die man heute als „die alte“, oder die „antike“ Bibliothek (al-maktaba al-ʿatīqa / al-atharīya), oder als „die Bibliothek der Großen Moschee“ nennt, geht auf fromme Stiftungen entweder zugunsten der Moschee, vor allem aber zugunsten der „Wissensuchenden“ zurück. Viele Schriften sind expressis verbis den Anhängern der mālikitischen Rechtsschule der Stadt gewidmet worden: gestiftet für diejenigen, die die juristische Lehrmeinung von Mālik b. Anas und seiner Schüler – oft mit dem Zusatz: in der Stadt Kairouan – vertreten. Andere Stiftungsvermerke sind Zeichen religiöser Frömmigkeit: ...zu Ehren des gütigen und erhabenen Gottes. Selten sind auch testamentarische Stiftungen innerhalb einer Familie, oder der Familie des Verfassers selbst dokumentiert. Die Stiftungen nennen die Maqṣūra aus der Ziridenzeit äußerst selten. Die Stiftung von Büchern durch Privatpersonen ist auch außerhalb Kairouans dokumentiert. Der Gelehrte ʿAbd ar-Raḥīm b. ʿAbd Rabbihi, ein Schüler Saḥnūns in Kairouan und bekannter Asket seiner Zeit, stiftete seine zahlreichen Bücher, die er eigenhändig angefertigt hatte, zugunsten des Ribāts Qaṣr Ziyād, nördlich von Sfax, wo er bis zu seinem Tode im Jahre 861 lebte.
Eine durch den Kairouaner Qāḍī Muḥammad b. ʿAbdallāh b. Hāšim (gest. März 1009) offiziell dokumentierte Widmung von Teilen des Korans „zugunsten der Hauptmosche der Stadt Qairawān für diejenigen, die darin lesen, um dadurch Gottes Belohnung zu erlangen,“ auf Pergament ist auf September–Oktober 988, somit in der spätfatimidischen Zeit unter der Herrschaft von al-Manṣūr b. Buluqqīn b. Zīrī (gest. 995) datiert. Wo diese Exemplare aufbewahrt worden sind, ist indes unbekannt, da die Hinterlegung von Büchern mit offiziellen Stiftungsvermerken erst während der Herrschaft von al-Muʿizz b. Bādis (ab 1016), der sowohl den Bau der Maqṣūra (siehe oben) errichten ließ als auch selbst als Stifter von Koranexemplaren und literarischen Schriften in Erscheinung tritt. Seine Widmungen sind im Beisein des amtierenden Qāḍīs bestätigt worden und sind, wie bereits erwähnt, der Ausdruck seiner ablehnenden politisch-religiösen Haltung gegenüber den Fatimiden.
Mit einer ähnlichen, undatierten Stiftung von Teilen des Korans ist auch die heute nicht mehr existierende Moschee al-Taufīq am Tor Salm (Tor des Friedens), südwestlich außerhalb der Altstadt gelegen, bedacht worden. Der näher nicht bekannte Stifter ʿAbd Allāh b. Yūsuf verfügte in seinem Dokument, dass die Koranexemplare nur in der Moschee und von jedermann ungehindert gelesen werden dürfen.
Neben diesen Originalzeugnissen liefert uns der Lokalhistoriker ad-Dabbāgh aus dem Umkreis von al-Muʿizz eine Episode, die den Gesinnungswandel des Herrschers ebenfalls deutlich macht. Es wird berichtet, dass der Ziridenemir Abū Bakr ʿAtīq al-Sūsī, einem damals bekannten, aber mittellosen Gelehrten, mehrere Grundwerke der mālikitischen Rechtsschule mit folgenden Worten schenken wollte:
„Diese Bücher gehen in unserer Bibliothek verloren. Ihr Verbleib bei uns trägt ihrem Untergang noch mehr bei. Du aber hast Anspruch darauf, sie zu erhalten.“ Der Gelehrte stimmte der Annahme nur unter der Bedingung zu, dass jedes Buch mit dem Vermerk versehen werde: „gestiftet für die Wissensuchenden“ Wie erwähnt, sind solche Stiftungsvermerke in der Handschriftensammlung in der Tat dokumentiert. Die in den Worten des Emirs genannte Bibliothek enthielt beschlagnahmte Schriften der Mālikiten, deren Lektüre unter den Fatimiden nicht erlaubt war. Die Gelehrtenbiographen bestätigen, dass angesehene Mālikiten sich daher gezwungen sahen, ihre Vorlesungen an geheimen und verstecken Orten (fī ḫifyatin wa-tawārin) abzuhalten und ihre Schriften, verteilt in Kreisen von Gesinnungsgenossen, zu hinterlegen.
In der Blütezeit der Gelehrsamkeit in Kairouan seit der frühen Aghlabidenzeit standen die Lektüre und Weitergabe der alten Schriften in den neu angefertigten Kopien im Vordergrund. Ihr Umfang umfasste nicht mehr als 30–35 Pergamentbögen unterschiedlicher Größe; man nannte sie „kitāb“ (Buch, Schrift) oder ǧuzʿ (Teil) aus einem umfangreichen Werk. Es ist allerdings nur in wenigen Fällen dokumentiert, dass das Studium in der Hauptmoschee, sei es im Betsaal oder auf dem Moscheehof, stattgefunden hat. Viele Gelehrte lasen selber vor, oder ließen die Bücher durch die Schüler in den Privathäusern des Lehrers vorlesen. Ein datiertes Zertifikat der Lektüre in der Großmoschee (masǧid al-ǧāmiʿ) im Radschab 272/Dezember 885 geht auf den einflussreichen Gelehrten seiner Zeit Yaḥyā b. ʿUmar (gest. 902) zurück. Für ihn soll in der Hauptmoschee ein erhöhter Sitz (kursī) aufgestellt worden sein, von dem aus er unterrichtete. Diesem Bericht widerspricht allerdings Nādschī in seinem Kommentar zu ad-Dabbāgh: „Er (Yaḥyā b. ʿUmar) pflegte in der Hauptmoschee von Kairouan zu sitzen, während der Vorleser wegen der Entfernung der Menschen von einem Sitz aus die Lektüre vortrug“. Noch hundert Jahre später vermerkt man, dass niemand außer ihm diese Praxis hatte. Drei Teile koranexegetischen Inhalts sind wiederum im Haus des Lehrers im Jahre 290/903 gelesen und dort neu abgeschrieben worden. Der berühmte Gelehrte Saḥnūn b. Saʿīd hatte seinen Schülerkreis vor seinem Hauseingang, oder auf seinem Landsitz zwischen Kairouan und der Mittelmeerküste (al-sāḥil). Abū Bakr a-Mālikī nennt auch die „Moschee von ʿAun b. Yūsuf“ (gest. 853), des älteren Zeitgenossen von Saḥnūn, in deren Nähe Saḥnūn unterrichtete, zu dem „viele Menschen mit Tintenfässern und Heften eilten“. Ein weiterer Lehrer hatte seinen Sitz (maǧlis) am äußeren Ende der Hauptmoschee, westlich des Minaretts. Einen universitären Unterrichtsbetrieb – wie z. B. an der als madrasa gegründeten Universität al-Qarawīyīn in Fes – gab es in der Geschichte Kairouans nicht.
Nach der Zerstörung der Stadt in 1054–1055 kam das Gelehrtenleben fast vollständig zum Erliegen. Ibn Nādschī, der das Grundwerk von ad-Dabbāgh kommentiert und mit Biographien bis zum Jahr 1406 ergänzt hatte, berichtet über Gelehrte der Stadt, die in ihren privaten Beträumen (zāwiya) unterrichtet haben. Eine Ausnahme war Muḥammad b. ʾAbdarraḥmān al-Qaisī (gest. 1348), der fünfzig Jahre lang zu festen Terminen (mīʿād – R. Dozy, Bd. II. 822) – am frühen Morgen und am Abend – in der Hauptmoschee unterrichtete. Abū l-Ḥasan al-ʿAwānī (gest.1356), der Lehrer von Ibn Nādschī und seine oft zitierte Primärquelle, kaufte zahlreiche Bücher, die er dann in seinem privaten Betraum aufbewahrt und verfügt hatte, dass sie zwecks Unterricht den Studenten zur Verfügung gestellt werden sollten mit der Auflage, sie nach der Lektüre in die Zāwiya zurückzubringen. Die Bedingungen der Ausleihe von Büchern aus Privatstiftungen waren spätestens im 10. Jahrhundert sogar Gegenstand von tagesaktuellen Rechtsfragen (Fatwa). Hat der Stifter die Ausleihe nur auf ein einziges Werk beschränkt, fragte man sich, ob es stiftungsrechtlich zulässig sei, auch zwei Bücher zusammen auszuleihen. Abū l-Hasan al-Qābisī, der bekannteste Gelehrte seiner Zeit in Kairouan, begründete die Möglichkeit dazu mit der Zuverlässigkeit des Schülers. Ein weiterer Gelehrte vom Rang, der im Jahre 1380 verstorbene Abū Muḥammad asch-Schabībī erteilte seinen regelmäßigen Unterricht in der „Hängenden Moschee“ (al-masǧid al-muʿallaq), die heute noch unter diesem Namen existiert. Die Hauptmoschee betrat er nur freitags, wo er nach dem Freitagsgebet bei strittigen Anfragen Rechtsgutachten (fatwa) erteilte.

### Die Koranexemplare der Bibliothek
Ferner besitzt die Bibliothek eine der reichhaltigsten Sammlungen an alten Korancodices, darunter Fragmente aus dem sog.„Blauen Koran“ in der archaischen Kufi-Schrift ohne diakritische Punkte aus dem späten 9. und 10. Jahrhundert. Schon im Verzeichnis der Bibliothek aus dem Jahr 1293–1294 werden mehrere Teile des Blauen Korans angeführt; einige Blätter befinden sich heute in Privatsammlungen. Der Ursprung dieser Codices liegt gegenwärtig zwar im Dunkeln, dennoch geht man heute davon aus, dass die Herstellung der blauen Pergamentbögen von 30 × 40 cm Größe je Blatt und ihre Beschreibung in Gold möglicherweise in Kairouan zu lokalisieren ist, wo auch die meisten Blätter im oben genannten Verzeichnis erwähnt sind. Anderen Überlegungen zufolge kommen sowohl der abbasidische Irak und – mit Vorbehalt – Sizilien als die Heimat dieser Codices infrage. Ein hebräisches Dokument aus der Kairoer Geniza aus dem 10. Jahrhundert – der Entstehungszeit des blauen Korans – berichtet über den Export von Indigo aus Ägypten nach Tunesien. Dieses Material war der Grundstoff für die Färbung der tierischen Häute bei der Herstellung des Pergaments. Der Auftraggeber, auf dessen Anordnung diese Prachtexemplare entstanden sind, ist unbekannt.
Einige Koranblätter aus unterschiedlichen Epochen sind im genannten Museum ausgestellt.

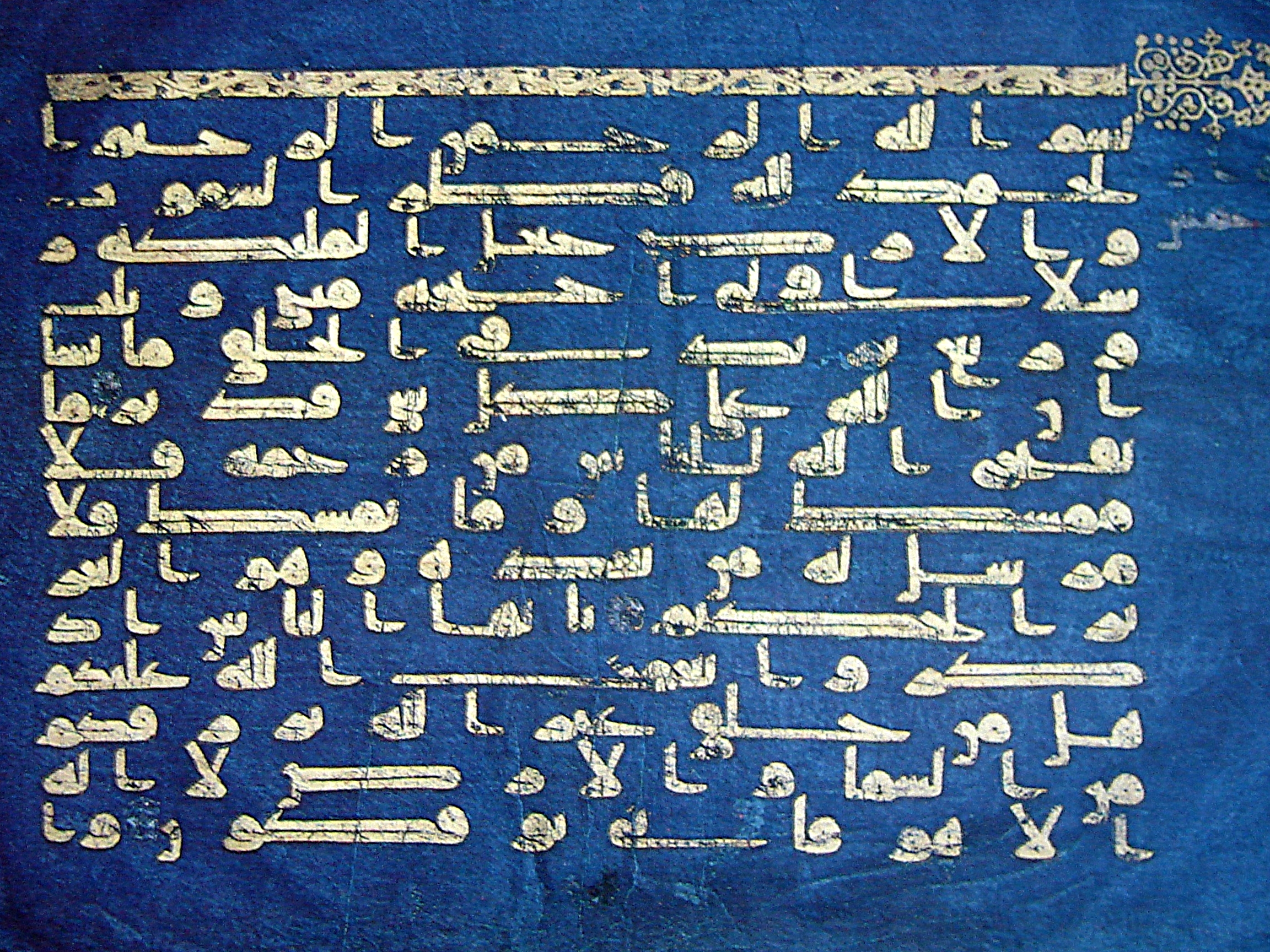
Der blaue Koran; Pergament. 10.–11. Jahrhundert: Sure Fatir, 1–4. Original im Nationalmuseum von Bardo.

Das rechts abgebildete Blatt aus dem blauen Koran beginnt mit der Sure 35 (Fāṭir), Vers 1 und endet in Zeile 14 mit dem Anfang von Vers 4 fragmentarisch mit: wa-i(n) وا. Charakteristisch für Codices dieser Zeit ist die später im Arabischen unübliche Worttrennung, hier am Ende der Zeile 3: ر - سلا / ru-sulan und am Ende der Zeile 10: اذ - كروا / ʾḏ-kurū. Es ist hervorzuheben, dass der Kopist in der Mitte der dritten Zeile ein Verb جعل / ǧaʿala und nicht das im Druck verzeichnete Partizip desselben Verbs جاعل, DMG ǧāʿili geschrieben hat; dies ist ein im kufischen Duktus, in dem man die Vokallängen nicht kennzeichnet, zwar kein seltenes Phänomen, jedoch erlaubt die Variante an dieser Stelle eine andere als die im Druck vorliegende Lesart des Verses.